# Warcaby
Warcaby – gra planszowa powstała w XII wieku, najprawdopodobniej na południu Francji lub w Hiszpanii.
Gra posiada wiele odmian, spośród których uważane za dyscyplinę sportową są jedynie warcaby polskie (stupolowe) nazywane też międzynarodowymi. W większości krajów gra odbywa się jednak przeważnie na warcabnicy posiadającej 64 pola (często zastępowanej szachownicą), z wykorzystaniem 24 pionków (po 12 dla każdego z graczy).
19 lipca 2007 Jonathan Schaeffer opublikował informację o najnowszej wersji programu komputerowego Chinook, który całkowicie rozpracował warcaby angielskie. Jeżeli żaden gracz nie popełni błędu, wówczas każda partia musi zakończyć się remisem.

## Zasady gry
|   | a | b | c | d | e | f | g | h |   |
| 8 | b8 – Czarny pionek · d8 – Czarny pionek · f8 – Czarny pionek · h8 – Czarny pionek · a7 – Czarny pionek · c7 – Czarny pionek · e7 – Czarny pionek · g7 – Czarny pionek · b6 – Czarny pionek · d6 – Czarny pionek · f6 – Czarny pionek · h6 – Czarny pionek · a3 – Biały pionek · c3 – Biały pionek · e3 – Biały pionek · g3 – Biały pionek · b2 – Biały pionek · d2 – Biały pionek · f2 – Biały pionek · h2 – Biały pionek · a1 – Biały pionek · c1 – Biały pionek · e1 – Biały pionek · g1 – Biały pionek | b8 – Czarny pionek · d8 – Czarny pionek · f8 – Czarny pionek · h8 – Czarny pionek · a7 – Czarny pionek · c7 – Czarny pionek · e7 – Czarny pionek · g7 – Czarny pionek · b6 – Czarny pionek · d6 – Czarny pionek · f6 – Czarny pionek · h6 – Czarny pionek · a3 – Biały pionek · c3 – Biały pionek · e3 – Biały pionek · g3 – Biały pionek · b2 – Biały pionek · d2 – Biały pionek · f2 – Biały pionek · h2 – Biały pionek · a1 – Biały pionek · c1 – Biały pionek · e1 – Biały pionek · g1 – Biały pionek | b8 – Czarny pionek · d8 – Czarny pionek · f8 – Czarny pionek · h8 – Czarny pionek · a7 – Czarny pionek · c7 – Czarny pionek · e7 – Czarny pionek · g7 – Czarny pionek · b6 – Czarny pionek · d6 – Czarny pionek · f6 – Czarny pionek · h6 – Czarny pionek · a3 – Biały pionek · c3 – Biały pionek · e3 – Biały pionek · g3 – Biały pionek · b2 – Biały pionek · d2 – Biały pionek · f2 – Biały pionek · h2 – Biały pionek · a1 – Biały pionek · c1 – Biały pionek · e1 – Biały pionek · g1 – Biały pionek | b8 – Czarny pionek · d8 – Czarny pionek · f8 – Czarny pionek · h8 – Czarny pionek · a7 – Czarny pionek · c7 – Czarny pionek · e7 – Czarny pionek · g7 – Czarny pionek · b6 – Czarny pionek · d6 – Czarny pionek · f6 – Czarny pionek · h6 – Czarny pionek · a3 – Biały pionek · c3 – Biały pionek · e3 – Biały pionek · g3 – Biały pionek · b2 – Biały pionek · d2 – Biały pionek · f2 – Biały pionek · h2 – Biały pionek · a1 – Biały pionek · c1 – Biały pionek · e1 – Biały pionek · g1 – Biały pionek | b8 – Czarny pionek · d8 – Czarny pionek · f8 – Czarny pionek · h8 – Czarny pionek · a7 – Czarny pionek · c7 – Czarny pionek · e7 – Czarny pionek · g7 – Czarny pionek · b6 – Czarny pionek · d6 – Czarny pionek · f6 – Czarny pionek · h6 – Czarny pionek · a3 – Biały pionek · c3 – Biały pionek · e3 – Biały pionek · g3 – Biały pionek · b2 – Biały pionek · d2 – Biały pionek · f2 – Biały pionek · h2 – Biały pionek · a1 – Biały pionek · c1 – Biały pionek · e1 – Biały pionek · g1 – Biały pionek | b8 – Czarny pionek · d8 – Czarny pionek · f8 – Czarny pionek · h8 – Czarny pionek · a7 – Czarny pionek · c7 – Czarny pionek · e7 – Czarny pionek · g7 – Czarny pionek · b6 – Czarny pionek · d6 – Czarny pionek · f6 – Czarny pionek · h6 – Czarny pionek · a3 – Biały pionek · c3 – Biały pionek · e3 – Biały pionek · g3 – Biały pionek · b2 – Biały pionek · d2 – Biały pionek · f2 – Biały pionek · h2 – Biały pionek · a1 – Biały pionek · c1 – Biały pionek · e1 – Biały pionek · g1 – Biały pionek | b8 – Czarny pionek · d8 – Czarny pionek · f8 – Czarny pionek · h8 – Czarny pionek · a7 – Czarny pionek · c7 – Czarny pionek · e7 – Czarny pionek · g7 – Czarny pionek · b6 – Czarny pionek · d6 – Czarny pionek · f6 – Czarny pionek · h6 – Czarny pionek · a3 – Biały pionek · c3 – Biały pionek · e3 – Biały pionek · g3 – Biały pionek · b2 – Biały pionek · d2 – Biały pionek · f2 – Biały pionek · h2 – Biały pionek · a1 – Biały pionek · c1 – Biały pionek · e1 – Biały pionek · g1 – Biały pionek | b8 – Czarny pionek · d8 – Czarny pionek · f8 – Czarny pionek · h8 – Czarny pionek · a7 – Czarny pionek · c7 – Czarny pionek · e7 – Czarny pionek · g7 – Czarny pionek · b6 – Czarny pionek · d6 – Czarny pionek · f6 – Czarny pionek · h6 – Czarny pionek · a3 – Biały pionek · c3 – Biały pionek · e3 – Biały pionek · g3 – Biały pionek · b2 – Biały pionek · d2 – Biały pionek · f2 – Biały pionek · h2 – Biały pionek · a1 – Biały pionek · c1 – Biały pionek · e1 – Biały pionek · g1 – Biały pionek | 8 |
| 7 | b8 – Czarny pionek · d8 – Czarny pionek · f8 – Czarny pionek · h8 – Czarny pionek · a7 – Czarny pionek · c7 – Czarny pionek · e7 – Czarny pionek · g7 – Czarny pionek · b6 – Czarny pionek · d6 – Czarny pionek · f6 – Czarny pionek · h6 – Czarny pionek · a3 – Biały pionek · c3 – Biały pionek · e3 – Biały pionek · g3 – Biały pionek · b2 – Biały pionek · d2 – Biały pionek · f2 – Biały pionek · h2 – Biały pionek · a1 – Biały pionek · c1 – Biały pionek · e1 – Biały pionek · g1 – Biały pionek | b8 – Czarny pionek · d8 – Czarny pionek · f8 – Czarny pionek · h8 – Czarny pionek · a7 – Czarny pionek · c7 – Czarny pionek · e7 – Czarny pionek · g7 – Czarny pionek · b6 – Czarny pionek · d6 – Czarny pionek · f6 – Czarny pionek · h6 – Czarny pionek · a3 – Biały pionek · c3 – Biały pionek · e3 – Biały pionek · g3 – Biały pionek · b2 – Biały pionek · d2 – Biały pionek · f2 – Biały pionek · h2 – Biały pionek · a1 – Biały pionek · c1 – Biały pionek · e1 – Biały pionek · g1 – Biały pionek | b8 – Czarny pionek · d8 – Czarny pionek · f8 – Czarny pionek · h8 – Czarny pionek · a7 – Czarny pionek · c7 – Czarny pionek · e7 – Czarny pionek · g7 – Czarny pionek · b6 – Czarny pionek · d6 – Czarny pionek · f6 – Czarny pionek · h6 – Czarny pionek · a3 – Biały pionek · c3 – Biały pionek · e3 – Biały pionek · g3 – Biały pionek · b2 – Biały pionek · d2 – Biały pionek · f2 – Biały pionek · h2 – Biały pionek · a1 – Biały pionek · c1 – Biały pionek · e1 – Biały pionek · g1 – Biały pionek | b8 – Czarny pionek · d8 – Czarny pionek · f8 – Czarny pionek · h8 – Czarny pionek · a7 – Czarny pionek · c7 – Czarny pionek · e7 – Czarny pionek · g7 – Czarny pionek · b6 – Czarny pionek · d6 – Czarny pionek · f6 – Czarny pionek · h6 – Czarny pionek · a3 – Biały pionek · c3 – Biały pionek · e3 – Biały pionek · g3 – Biały pionek · b2 – Biały pionek · d2 – Biały pionek · f2 – Biały pionek · h2 – Biały pionek · a1 – Biały pionek · c1 – Biały pionek · e1 – Biały pionek · g1 – Biały pionek | b8 – Czarny pionek · d8 – Czarny pionek · f8 – Czarny pionek · h8 – Czarny pionek · a7 – Czarny pionek · c7 – Czarny pionek · e7 – Czarny pionek · g7 – Czarny pionek · b6 – Czarny pionek · d6 – Czarny pionek · f6 – Czarny pionek · h6 – Czarny pionek · a3 – Biały pionek · c3 – Biały pionek · e3 – Biały pionek · g3 – Biały pionek · b2 – Biały pionek · d2 – Biały pionek · f2 – Biały pionek · h2 – Biały pionek · a1 – Biały pionek · c1 – Biały pionek · e1 – Biały pionek · g1 – Biały pionek | b8 – Czarny pionek · d8 – Czarny pionek · f8 – Czarny pionek · h8 – Czarny pionek · a7 – Czarny pionek · c7 – Czarny pionek · e7 – Czarny pionek · g7 – Czarny pionek · b6 – Czarny pionek · d6 – Czarny pionek · f6 – Czarny pionek · h6 – Czarny pionek · a3 – Biały pionek · c3 – Biały pionek · e3 – Biały pionek · g3 – Biały pionek · b2 – Biały pionek · d2 – Biały pionek · f2 – Biały pionek · h2 – Biały pionek · a1 – Biały pionek · c1 – Biały pionek · e1 – Biały pionek · g1 – Biały pionek | b8 – Czarny pionek · d8 – Czarny pionek · f8 – Czarny pionek · h8 – Czarny pionek · a7 – Czarny pionek · c7 – Czarny pionek · e7 – Czarny pionek · g7 – Czarny pionek · b6 – Czarny pionek · d6 – Czarny pionek · f6 – Czarny pionek · h6 – Czarny pionek · a3 – Biały pionek · c3 – Biały pionek · e3 – Biały pionek · g3 – Biały pionek · b2 – Biały pionek · d2 – Biały pionek · f2 – Biały pionek · h2 – Biały pionek · a1 – Biały pionek · c1 – Biały pionek · e1 – Biały pionek · g1 – Biały pionek | b8 – Czarny pionek · d8 – Czarny pionek · f8 – Czarny pionek · h8 – Czarny pionek · a7 – Czarny pionek · c7 – Czarny pionek · e7 – Czarny pionek · g7 – Czarny pionek · b6 – Czarny pionek · d6 – Czarny pionek · f6 – Czarny pionek · h6 – Czarny pionek · a3 – Biały pionek · c3 – Biały pionek · e3 – Biały pionek · g3 – Biały pionek · b2 – Biały pionek · d2 – Biały pionek · f2 – Biały pionek · h2 – Biały pionek · a1 – Biały pionek · c1 – Biały pionek · e1 – Biały pionek · g1 – Biały pionek | 7 |
| 6 | b8 – Czarny pionek · d8 – Czarny pionek · f8 – Czarny pionek · h8 – Czarny pionek · a7 – Czarny pionek · c7 – Czarny pionek · e7 – Czarny pionek · g7 – Czarny pionek · b6 – Czarny pionek · d6 – Czarny pionek · f6 – Czarny pionek · h6 – Czarny pionek · a3 – Biały pionek · c3 – Biały pionek · e3 – Biały pionek · g3 – Biały pionek · b2 – Biały pionek · d2 – Biały pionek · f2 – Biały pionek · h2 – Biały pionek · a1 – Biały pionek · c1 – Biały pionek · e1 – Biały pionek · g1 – Biały pionek | b8 – Czarny pionek · d8 – Czarny pionek · f8 – Czarny pionek · h8 – Czarny pionek · a7 – Czarny pionek · c7 – Czarny pionek · e7 – Czarny pionek · g7 – Czarny pionek · b6 – Czarny pionek · d6 – Czarny pionek · f6 – Czarny pionek · h6 – Czarny pionek · a3 – Biały pionek · c3 – Biały pionek · e3 – Biały pionek · g3 – Biały pionek · b2 – Biały pionek · d2 – Biały pionek · f2 – Biały pionek · h2 – Biały pionek · a1 – Biały pionek · c1 – Biały pionek · e1 – Biały pionek · g1 – Biały pionek | b8 – Czarny pionek · d8 – Czarny pionek · f8 – Czarny pionek · h8 – Czarny pionek · a7 – Czarny pionek · c7 – Czarny pionek · e7 – Czarny pionek · g7 – Czarny pionek · b6 – Czarny pionek · d6 – Czarny pionek · f6 – Czarny pionek · h6 – Czarny pionek · a3 – Biały pionek · c3 – Biały pionek · e3 – Biały pionek · g3 – Biały pionek · b2 – Biały pionek · d2 – Biały pionek · f2 – Biały pionek · h2 – Biały pionek · a1 – Biały pionek · c1 – Biały pionek · e1 – Biały pionek · g1 – Biały pionek | b8 – Czarny pionek · d8 – Czarny pionek · f8 – Czarny pionek · h8 – Czarny pionek · a7 – Czarny pionek · c7 – Czarny pionek · e7 – Czarny pionek · g7 – Czarny pionek · b6 – Czarny pionek · d6 – Czarny pionek · f6 – Czarny pionek · h6 – Czarny pionek · a3 – Biały pionek · c3 – Biały pionek · e3 – Biały pionek · g3 – Biały pionek · b2 – Biały pionek · d2 – Biały pionek · f2 – Biały pionek · h2 – Biały pionek · a1 – Biały pionek · c1 – Biały pionek · e1 – Biały pionek · g1 – Biały pionek | b8 – Czarny pionek · d8 – Czarny pionek · f8 – Czarny pionek · h8 – Czarny pionek · a7 – Czarny pionek · c7 – Czarny pionek · e7 – Czarny pionek · g7 – Czarny pionek · b6 – Czarny pionek · d6 – Czarny pionek · f6 – Czarny pionek · h6 – Czarny pionek · a3 – Biały pionek · c3 – Biały pionek · e3 – Biały pionek · g3 – Biały pionek · b2 – Biały pionek · d2 – Biały pionek · f2 – Biały pionek · h2 – Biały pionek · a1 – Biały pionek · c1 – Biały pionek · e1 – Biały pionek · g1 – Biały pionek | b8 – Czarny pionek · d8 – Czarny pionek · f8 – Czarny pionek · h8 – Czarny pionek · a7 – Czarny pionek · c7 – Czarny pionek · e7 – Czarny pionek · g7 – Czarny pionek · b6 – Czarny pionek · d6 – Czarny pionek · f6 – Czarny pionek · h6 – Czarny pionek · a3 – Biały pionek · c3 – Biały pionek · e3 – Biały pionek · g3 – Biały pionek · b2 – Biały pionek · d2 – Biały pionek · f2 – Biały pionek · h2 – Biały pionek · a1 – Biały pionek · c1 – Biały pionek · e1 – Biały pionek · g1 – Biały pionek | b8 – Czarny pionek · d8 – Czarny pionek · f8 – Czarny pionek · h8 – Czarny pionek · a7 – Czarny pionek · c7 – Czarny pionek · e7 – Czarny pionek · g7 – Czarny pionek · b6 – Czarny pionek · d6 – Czarny pionek · f6 – Czarny pionek · h6 – Czarny pionek · a3 – Biały pionek · c3 – Biały pionek · e3 – Biały pionek · g3 – Biały pionek · b2 – Biały pionek · d2 – Biały pionek · f2 – Biały pionek · h2 – Biały pionek · a1 – Biały pionek · c1 – Biały pionek · e1 – Biały pionek · g1 – Biały pionek | b8 – Czarny pionek · d8 – Czarny pionek · f8 – Czarny pionek · h8 – Czarny pionek · a7 – Czarny pionek · c7 – Czarny pionek · e7 – Czarny pionek · g7 – Czarny pionek · b6 – Czarny pionek · d6 – Czarny pionek · f6 – Czarny pionek · h6 – Czarny pionek · a3 – Biały pionek · c3 – Biały pionek · e3 – Biały pionek · g3 – Biały pionek · b2 – Biały pionek · d2 – Biały pionek · f2 – Biały pionek · h2 – Biały pionek · a1 – Biały pionek · c1 – Biały pionek · e1 – Biały pionek · g1 – Biały pionek | 6 |
| 5 | b8 – Czarny pionek · d8 – Czarny pionek · f8 – Czarny pionek · h8 – Czarny pionek · a7 – Czarny pionek · c7 – Czarny pionek · e7 – Czarny pionek · g7 – Czarny pionek · b6 – Czarny pionek · d6 – Czarny pionek · f6 – Czarny pionek · h6 – Czarny pionek · a3 – Biały pionek · c3 – Biały pionek · e3 – Biały pionek · g3 – Biały pionek · b2 – Biały pionek · d2 – Biały pionek · f2 – Biały pionek · h2 – Biały pionek · a1 – Biały pionek · c1 – Biały pionek · e1 – Biały pionek · g1 – Biały pionek | b8 – Czarny pionek · d8 – Czarny pionek · f8 – Czarny pionek · h8 – Czarny pionek · a7 – Czarny pionek · c7 – Czarny pionek · e7 – Czarny pionek · g7 – Czarny pionek · b6 – Czarny pionek · d6 – Czarny pionek · f6 – Czarny pionek · h6 – Czarny pionek · a3 – Biały pionek · c3 – Biały pionek · e3 – Biały pionek · g3 – Biały pionek · b2 – Biały pionek · d2 – Biały pionek · f2 – Biały pionek · h2 – Biały pionek · a1 – Biały pionek · c1 – Biały pionek · e1 – Biały pionek · g1 – Biały pionek | b8 – Czarny pionek · d8 – Czarny pionek · f8 – Czarny pionek · h8 – Czarny pionek · a7 – Czarny pionek · c7 – Czarny pionek · e7 – Czarny pionek · g7 – Czarny pionek · b6 – Czarny pionek · d6 – Czarny pionek · f6 – Czarny pionek · h6 – Czarny pionek · a3 – Biały pionek · c3 – Biały pionek · e3 – Biały pionek · g3 – Biały pionek · b2 – Biały pionek · d2 – Biały pionek · f2 – Biały pionek · h2 – Biały pionek · a1 – Biały pionek · c1 – Biały pionek · e1 – Biały pionek · g1 – Biały pionek | b8 – Czarny pionek · d8 – Czarny pionek · f8 – Czarny pionek · h8 – Czarny pionek · a7 – Czarny pionek · c7 – Czarny pionek · e7 – Czarny pionek · g7 – Czarny pionek · b6 – Czarny pionek · d6 – Czarny pionek · f6 – Czarny pionek · h6 – Czarny pionek · a3 – Biały pionek · c3 – Biały pionek · e3 – Biały pionek · g3 – Biały pionek · b2 – Biały pionek · d2 – Biały pionek · f2 – Biały pionek · h2 – Biały pionek · a1 – Biały pionek · c1 – Biały pionek · e1 – Biały pionek · g1 – Biały pionek | b8 – Czarny pionek · d8 – Czarny pionek · f8 – Czarny pionek · h8 – Czarny pionek · a7 – Czarny pionek · c7 – Czarny pionek · e7 – Czarny pionek · g7 – Czarny pionek · b6 – Czarny pionek · d6 – Czarny pionek · f6 – Czarny pionek · h6 – Czarny pionek · a3 – Biały pionek · c3 – Biały pionek · e3 – Biały pionek · g3 – Biały pionek · b2 – Biały pionek · d2 – Biały pionek · f2 – Biały pionek · h2 – Biały pionek · a1 – Biały pionek · c1 – Biały pionek · e1 – Biały pionek · g1 – Biały pionek | b8 – Czarny pionek · d8 – Czarny pionek · f8 – Czarny pionek · h8 – Czarny pionek · a7 – Czarny pionek · c7 – Czarny pionek · e7 – Czarny pionek · g7 – Czarny pionek · b6 – Czarny pionek · d6 – Czarny pionek · f6 – Czarny pionek · h6 – Czarny pionek · a3 – Biały pionek · c3 – Biały pionek · e3 – Biały pionek · g3 – Biały pionek · b2 – Biały pionek · d2 – Biały pionek · f2 – Biały pionek · h2 – Biały pionek · a1 – Biały pionek · c1 – Biały pionek · e1 – Biały pionek · g1 – Biały pionek | b8 – Czarny pionek · d8 – Czarny pionek · f8 – Czarny pionek · h8 – Czarny pionek · a7 – Czarny pionek · c7 – Czarny pionek · e7 – Czarny pionek · g7 – Czarny pionek · b6 – Czarny pionek · d6 – Czarny pionek · f6 – Czarny pionek · h6 – Czarny pionek · a3 – Biały pionek · c3 – Biały pionek · e3 – Biały pionek · g3 – Biały pionek · b2 – Biały pionek · d2 – Biały pionek · f2 – Biały pionek · h2 – Biały pionek · a1 – Biały pionek · c1 – Biały pionek · e1 – Biały pionek · g1 – Biały pionek | b8 – Czarny pionek · d8 – Czarny pionek · f8 – Czarny pionek · h8 – Czarny pionek · a7 – Czarny pionek · c7 – Czarny pionek · e7 – Czarny pionek · g7 – Czarny pionek · b6 – Czarny pionek · d6 – Czarny pionek · f6 – Czarny pionek · h6 – Czarny pionek · a3 – Biały pionek · c3 – Biały pionek · e3 – Biały pionek · g3 – Biały pionek · b2 – Biały pionek · d2 – Biały pionek · f2 – Biały pionek · h2 – Biały pionek · a1 – Biały pionek · c1 – Biały pionek · e1 – Biały pionek · g1 – Biały pionek | 5 |
| 4 | b8 – Czarny pionek · d8 – Czarny pionek · f8 – Czarny pionek · h8 – Czarny pionek · a7 – Czarny pionek · c7 – Czarny pionek · e7 – Czarny pionek · g7 – Czarny pionek · b6 – Czarny pionek · d6 – Czarny pionek · f6 – Czarny pionek · h6 – Czarny pionek · a3 – Biały pionek · c3 – Biały pionek · e3 – Biały pionek · g3 – Biały pionek · b2 – Biały pionek · d2 – Biały pionek · f2 – Biały pionek · h2 – Biały pionek · a1 – Biały pionek · c1 – Biały pionek · e1 – Biały pionek · g1 – Biały pionek | b8 – Czarny pionek · d8 – Czarny pionek · f8 – Czarny pionek · h8 – Czarny pionek · a7 – Czarny pionek · c7 – Czarny pionek · e7 – Czarny pionek · g7 – Czarny pionek · b6 – Czarny pionek · d6 – Czarny pionek · f6 – Czarny pionek · h6 – Czarny pionek · a3 – Biały pionek · c3 – Biały pionek · e3 – Biały pionek · g3 – Biały pionek · b2 – Biały pionek · d2 – Biały pionek · f2 – Biały pionek · h2 – Biały pionek · a1 – Biały pionek · c1 – Biały pionek · e1 – Biały pionek · g1 – Biały pionek | b8 – Czarny pionek · d8 – Czarny pionek · f8 – Czarny pionek · h8 – Czarny pionek · a7 – Czarny pionek · c7 – Czarny pionek · e7 – Czarny pionek · g7 – Czarny pionek · b6 – Czarny pionek · d6 – Czarny pionek · f6 – Czarny pionek · h6 – Czarny pionek · a3 – Biały pionek · c3 – Biały pionek · e3 – Biały pionek · g3 – Biały pionek · b2 – Biały pionek · d2 – Biały pionek · f2 – Biały pionek · h2 – Biały pionek · a1 – Biały pionek · c1 – Biały pionek · e1 – Biały pionek · g1 – Biały pionek | b8 – Czarny pionek · d8 – Czarny pionek · f8 – Czarny pionek · h8 – Czarny pionek · a7 – Czarny pionek · c7 – Czarny pionek · e7 – Czarny pionek · g7 – Czarny pionek · b6 – Czarny pionek · d6 – Czarny pionek · f6 – Czarny pionek · h6 – Czarny pionek · a3 – Biały pionek · c3 – Biały pionek · e3 – Biały pionek · g3 – Biały pionek · b2 – Biały pionek · d2 – Biały pionek · f2 – Biały pionek · h2 – Biały pionek · a1 – Biały pionek · c1 – Biały pionek · e1 – Biały pionek · g1 – Biały pionek | b8 – Czarny pionek · d8 – Czarny pionek · f8 – Czarny pionek · h8 – Czarny pionek · a7 – Czarny pionek · c7 – Czarny pionek · e7 – Czarny pionek · g7 – Czarny pionek · b6 – Czarny pionek · d6 – Czarny pionek · f6 – Czarny pionek · h6 – Czarny pionek · a3 – Biały pionek · c3 – Biały pionek · e3 – Biały pionek · g3 – Biały pionek · b2 – Biały pionek · d2 – Biały pionek · f2 – Biały pionek · h2 – Biały pionek · a1 – Biały pionek · c1 – Biały pionek · e1 – Biały pionek · g1 – Biały pionek | b8 – Czarny pionek · d8 – Czarny pionek · f8 – Czarny pionek · h8 – Czarny pionek · a7 – Czarny pionek · c7 – Czarny pionek · e7 – Czarny pionek · g7 – Czarny pionek · b6 – Czarny pionek · d6 – Czarny pionek · f6 – Czarny pionek · h6 – Czarny pionek · a3 – Biały pionek · c3 – Biały pionek · e3 – Biały pionek · g3 – Biały pionek · b2 – Biały pionek · d2 – Biały pionek · f2 – Biały pionek · h2 – Biały pionek · a1 – Biały pionek · c1 – Biały pionek · e1 – Biały pionek · g1 – Biały pionek | b8 – Czarny pionek · d8 – Czarny pionek · f8 – Czarny pionek · h8 – Czarny pionek · a7 – Czarny pionek · c7 – Czarny pionek · e7 – Czarny pionek · g7 – Czarny pionek · b6 – Czarny pionek · d6 – Czarny pionek · f6 – Czarny pionek · h6 – Czarny pionek · a3 – Biały pionek · c3 – Biały pionek · e3 – Biały pionek · g3 – Biały pionek · b2 – Biały pionek · d2 – Biały pionek · f2 – Biały pionek · h2 – Biały pionek · a1 – Biały pionek · c1 – Biały pionek · e1 – Biały pionek · g1 – Biały pionek | b8 – Czarny pionek · d8 – Czarny pionek · f8 – Czarny pionek · h8 – Czarny pionek · a7 – Czarny pionek · c7 – Czarny pionek · e7 – Czarny pionek · g7 – Czarny pionek · b6 – Czarny pionek · d6 – Czarny pionek · f6 – Czarny pionek · h6 – Czarny pionek · a3 – Biały pionek · c3 – Biały pionek · e3 – Biały pionek · g3 – Biały pionek · b2 – Biały pionek · d2 – Biały pionek · f2 – Biały pionek · h2 – Biały pionek · a1 – Biały pionek · c1 – Biały pionek · e1 – Biały pionek · g1 – Biały pionek | 4 |
| 3 | b8 – Czarny pionek · d8 – Czarny pionek · f8 – Czarny pionek · h8 – Czarny pionek · a7 – Czarny pionek · c7 – Czarny pionek · e7 – Czarny pionek · g7 – Czarny pionek · b6 – Czarny pionek · d6 – Czarny pionek · f6 – Czarny pionek · h6 – Czarny pionek · a3 – Biały pionek · c3 – Biały pionek · e3 – Biały pionek · g3 – Biały pionek · b2 – Biały pionek · d2 – Biały pionek · f2 – Biały pionek · h2 – Biały pionek · a1 – Biały pionek · c1 – Biały pionek · e1 – Biały pionek · g1 – Biały pionek | b8 – Czarny pionek · d8 – Czarny pionek · f8 – Czarny pionek · h8 – Czarny pionek · a7 – Czarny pionek · c7 – Czarny pionek · e7 – Czarny pionek · g7 – Czarny pionek · b6 – Czarny pionek · d6 – Czarny pionek · f6 – Czarny pionek · h6 – Czarny pionek · a3 – Biały pionek · c3 – Biały pionek · e3 – Biały pionek · g3 – Biały pionek · b2 – Biały pionek · d2 – Biały pionek · f2 – Biały pionek · h2 – Biały pionek · a1 – Biały pionek · c1 – Biały pionek · e1 – Biały pionek · g1 – Biały pionek | b8 – Czarny pionek · d8 – Czarny pionek · f8 – Czarny pionek · h8 – Czarny pionek · a7 – Czarny pionek · c7 – Czarny pionek · e7 – Czarny pionek · g7 – Czarny pionek · b6 – Czarny pionek · d6 – Czarny pionek · f6 – Czarny pionek · h6 – Czarny pionek · a3 – Biały pionek · c3 – Biały pionek · e3 – Biały pionek · g3 – Biały pionek · b2 – Biały pionek · d2 – Biały pionek · f2 – Biały pionek · h2 – Biały pionek · a1 – Biały pionek · c1 – Biały pionek · e1 – Biały pionek · g1 – Biały pionek | b8 – Czarny pionek · d8 – Czarny pionek · f8 – Czarny pionek · h8 – Czarny pionek · a7 – Czarny pionek · c7 – Czarny pionek · e7 – Czarny pionek · g7 – Czarny pionek · b6 – Czarny pionek · d6 – Czarny pionek · f6 – Czarny pionek · h6 – Czarny pionek · a3 – Biały pionek · c3 – Biały pionek · e3 – Biały pionek · g3 – Biały pionek · b2 – Biały pionek · d2 – Biały pionek · f2 – Biały pionek · h2 – Biały pionek · a1 – Biały pionek · c1 – Biały pionek · e1 – Biały pionek · g1 – Biały pionek | b8 – Czarny pionek · d8 – Czarny pionek · f8 – Czarny pionek · h8 – Czarny pionek · a7 – Czarny pionek · c7 – Czarny pionek · e7 – Czarny pionek · g7 – Czarny pionek · b6 – Czarny pionek · d6 – Czarny pionek · f6 – Czarny pionek · h6 – Czarny pionek · a3 – Biały pionek · c3 – Biały pionek · e3 – Biały pionek · g3 – Biały pionek · b2 – Biały pionek · d2 – Biały pionek · f2 – Biały pionek · h2 – Biały pionek · a1 – Biały pionek · c1 – Biały pionek · e1 – Biały pionek · g1 – Biały pionek | b8 – Czarny pionek · d8 – Czarny pionek · f8 – Czarny pionek · h8 – Czarny pionek · a7 – Czarny pionek · c7 – Czarny pionek · e7 – Czarny pionek · g7 – Czarny pionek · b6 – Czarny pionek · d6 – Czarny pionek · f6 – Czarny pionek · h6 – Czarny pionek · a3 – Biały pionek · c3 – Biały pionek · e3 – Biały pionek · g3 – Biały pionek · b2 – Biały pionek · d2 – Biały pionek · f2 – Biały pionek · h2 – Biały pionek · a1 – Biały pionek · c1 – Biały pionek · e1 – Biały pionek · g1 – Biały pionek | b8 – Czarny pionek · d8 – Czarny pionek · f8 – Czarny pionek · h8 – Czarny pionek · a7 – Czarny pionek · c7 – Czarny pionek · e7 – Czarny pionek · g7 – Czarny pionek · b6 – Czarny pionek · d6 – Czarny pionek · f6 – Czarny pionek · h6 – Czarny pionek · a3 – Biały pionek · c3 – Biały pionek · e3 – Biały pionek · g3 – Biały pionek · b2 – Biały pionek · d2 – Biały pionek · f2 – Biały pionek · h2 – Biały pionek · a1 – Biały pionek · c1 – Biały pionek · e1 – Biały pionek · g1 – Biały pionek | b8 – Czarny pionek · d8 – Czarny pionek · f8 – Czarny pionek · h8 – Czarny pionek · a7 – Czarny pionek · c7 – Czarny pionek · e7 – Czarny pionek · g7 – Czarny pionek · b6 – Czarny pionek · d6 – Czarny pionek · f6 – Czarny pionek · h6 – Czarny pionek · a3 – Biały pionek · c3 – Biały pionek · e3 – Biały pionek · g3 – Biały pionek · b2 – Biały pionek · d2 – Biały pionek · f2 – Biały pionek · h2 – Biały pionek · a1 – Biały pionek · c1 – Biały pionek · e1 – Biały pionek · g1 – Biały pionek | 3 |
| 2 | b8 – Czarny pionek · d8 – Czarny pionek · f8 – Czarny pionek · h8 – Czarny pionek · a7 – Czarny pionek · c7 – Czarny pionek · e7 – Czarny pionek · g7 – Czarny pionek · b6 – Czarny pionek · d6 – Czarny pionek · f6 – Czarny pionek · h6 – Czarny pionek · a3 – Biały pionek · c3 – Biały pionek · e3 – Biały pionek · g3 – Biały pionek · b2 – Biały pionek · d2 – Biały pionek · f2 – Biały pionek · h2 – Biały pionek · a1 – Biały pionek · c1 – Biały pionek · e1 – Biały pionek · g1 – Biały pionek | b8 – Czarny pionek · d8 – Czarny pionek · f8 – Czarny pionek · h8 – Czarny pionek · a7 – Czarny pionek · c7 – Czarny pionek · e7 – Czarny pionek · g7 – Czarny pionek · b6 – Czarny pionek · d6 – Czarny pionek · f6 – Czarny pionek · h6 – Czarny pionek · a3 – Biały pionek · c3 – Biały pionek · e3 – Biały pionek · g3 – Biały pionek · b2 – Biały pionek · d2 – Biały pionek · f2 – Biały pionek · h2 – Biały pionek · a1 – Biały pionek · c1 – Biały pionek · e1 – Biały pionek · g1 – Biały pionek | b8 – Czarny pionek · d8 – Czarny pionek · f8 – Czarny pionek · h8 – Czarny pionek · a7 – Czarny pionek · c7 – Czarny pionek · e7 – Czarny pionek · g7 – Czarny pionek · b6 – Czarny pionek · d6 – Czarny pionek · f6 – Czarny pionek · h6 – Czarny pionek · a3 – Biały pionek · c3 – Biały pionek · e3 – Biały pionek · g3 – Biały pionek · b2 – Biały pionek · d2 – Biały pionek · f2 – Biały pionek · h2 – Biały pionek · a1 – Biały pionek · c1 – Biały pionek · e1 – Biały pionek · g1 – Biały pionek | b8 – Czarny pionek · d8 – Czarny pionek · f8 – Czarny pionek · h8 – Czarny pionek · a7 – Czarny pionek · c7 – Czarny pionek · e7 – Czarny pionek · g7 – Czarny pionek · b6 – Czarny pionek · d6 – Czarny pionek · f6 – Czarny pionek · h6 – Czarny pionek · a3 – Biały pionek · c3 – Biały pionek · e3 – Biały pionek · g3 – Biały pionek · b2 – Biały pionek · d2 – Biały pionek · f2 – Biały pionek · h2 – Biały pionek · a1 – Biały pionek · c1 – Biały pionek · e1 – Biały pionek · g1 – Biały pionek | b8 – Czarny pionek · d8 – Czarny pionek · f8 – Czarny pionek · h8 – Czarny pionek · a7 – Czarny pionek · c7 – Czarny pionek · e7 – Czarny pionek · g7 – Czarny pionek · b6 – Czarny pionek · d6 – Czarny pionek · f6 – Czarny pionek · h6 – Czarny pionek · a3 – Biały pionek · c3 – Biały pionek · e3 – Biały pionek · g3 – Biały pionek · b2 – Biały pionek · d2 – Biały pionek · f2 – Biały pionek · h2 – Biały pionek · a1 – Biały pionek · c1 – Biały pionek · e1 – Biały pionek · g1 – Biały pionek | b8 – Czarny pionek · d8 – Czarny pionek · f8 – Czarny pionek · h8 – Czarny pionek · a7 – Czarny pionek · c7 – Czarny pionek · e7 – Czarny pionek · g7 – Czarny pionek · b6 – Czarny pionek · d6 – Czarny pionek · f6 – Czarny pionek · h6 – Czarny pionek · a3 – Biały pionek · c3 – Biały pionek · e3 – Biały pionek · g3 – Biały pionek · b2 – Biały pionek · d2 – Biały pionek · f2 – Biały pionek · h2 – Biały pionek · a1 – Biały pionek · c1 – Biały pionek · e1 – Biały pionek · g1 – Biały pionek | b8 – Czarny pionek · d8 – Czarny pionek · f8 – Czarny pionek · h8 – Czarny pionek · a7 – Czarny pionek · c7 – Czarny pionek · e7 – Czarny pionek · g7 – Czarny pionek · b6 – Czarny pionek · d6 – Czarny pionek · f6 – Czarny pionek · h6 – Czarny pionek · a3 – Biały pionek · c3 – Biały pionek · e3 – Biały pionek · g3 – Biały pionek · b2 – Biały pionek · d2 – Biały pionek · f2 – Biały pionek · h2 – Biały pionek · a1 – Biały pionek · c1 – Biały pionek · e1 – Biały pionek · g1 – Biały pionek | b8 – Czarny pionek · d8 – Czarny pionek · f8 – Czarny pionek · h8 – Czarny pionek · a7 – Czarny pionek · c7 – Czarny pionek · e7 – Czarny pionek · g7 – Czarny pionek · b6 – Czarny pionek · d6 – Czarny pionek · f6 – Czarny pionek · h6 – Czarny pionek · a3 – Biały pionek · c3 – Biały pionek · e3 – Biały pionek · g3 – Biały pionek · b2 – Biały pionek · d2 – Biały pionek · f2 – Biały pionek · h2 – Biały pionek · a1 – Biały pionek · c1 – Biały pionek · e1 – Biały pionek · g1 – Biały pionek | 2 |
| 1 | b8 – Czarny pionek · d8 – Czarny pionek · f8 – Czarny pionek · h8 – Czarny pionek · a7 – Czarny pionek · c7 – Czarny pionek · e7 – Czarny pionek · g7 – Czarny pionek · b6 – Czarny pionek · d6 – Czarny pionek · f6 – Czarny pionek · h6 – Czarny pionek · a3 – Biały pionek · c3 – Biały pionek · e3 – Biały pionek · g3 – Biały pionek · b2 – Biały pionek · d2 – Biały pionek · f2 – Biały pionek · h2 – Biały pionek · a1 – Biały pionek · c1 – Biały pionek · e1 – Biały pionek · g1 – Biały pionek | b8 – Czarny pionek · d8 – Czarny pionek · f8 – Czarny pionek · h8 – Czarny pionek · a7 – Czarny pionek · c7 – Czarny pionek · e7 – Czarny pionek · g7 – Czarny pionek · b6 – Czarny pionek · d6 – Czarny pionek · f6 – Czarny pionek · h6 – Czarny pionek · a3 – Biały pionek · c3 – Biały pionek · e3 – Biały pionek · g3 – Biały pionek · b2 – Biały pionek · d2 – Biały pionek · f2 – Biały pionek · h2 – Biały pionek · a1 – Biały pionek · c1 – Biały pionek · e1 – Biały pionek · g1 – Biały pionek | b8 – Czarny pionek · d8 – Czarny pionek · f8 – Czarny pionek · h8 – Czarny pionek · a7 – Czarny pionek · c7 – Czarny pionek · e7 – Czarny pionek · g7 – Czarny pionek · b6 – Czarny pionek · d6 – Czarny pionek · f6 – Czarny pionek · h6 – Czarny pionek · a3 – Biały pionek · c3 – Biały pionek · e3 – Biały pionek · g3 – Biały pionek · b2 – Biały pionek · d2 – Biały pionek · f2 – Biały pionek · h2 – Biały pionek · a1 – Biały pionek · c1 – Biały pionek · e1 – Biały pionek · g1 – Biały pionek | b8 – Czarny pionek · d8 – Czarny pionek · f8 – Czarny pionek · h8 – Czarny pionek · a7 – Czarny pionek · c7 – Czarny pionek · e7 – Czarny pionek · g7 – Czarny pionek · b6 – Czarny pionek · d6 – Czarny pionek · f6 – Czarny pionek · h6 – Czarny pionek · a3 – Biały pionek · c3 – Biały pionek · e3 – Biały pionek · g3 – Biały pionek · b2 – Biały pionek · d2 – Biały pionek · f2 – Biały pionek · h2 – Biały pionek · a1 – Biały pionek · c1 – Biały pionek · e1 – Biały pionek · g1 – Biały pionek | b8 – Czarny pionek · d8 – Czarny pionek · f8 – Czarny pionek · h8 – Czarny pionek · a7 – Czarny pionek · c7 – Czarny pionek · e7 – Czarny pionek · g7 – Czarny pionek · b6 – Czarny pionek · d6 – Czarny pionek · f6 – Czarny pionek · h6 – Czarny pionek · a3 – Biały pionek · c3 – Biały pionek · e3 – Biały pionek · g3 – Biały pionek · b2 – Biały pionek · d2 – Biały pionek · f2 – Biały pionek · h2 – Biały pionek · a1 – Biały pionek · c1 – Biały pionek · e1 – Biały pionek · g1 – Biały pionek | b8 – Czarny pionek · d8 – Czarny pionek · f8 – Czarny pionek · h8 – Czarny pionek · a7 – Czarny pionek · c7 – Czarny pionek · e7 – Czarny pionek · g7 – Czarny pionek · b6 – Czarny pionek · d6 – Czarny pionek · f6 – Czarny pionek · h6 – Czarny pionek · a3 – Biały pionek · c3 – Biały pionek · e3 – Biały pionek · g3 – Biały pionek · b2 – Biały pionek · d2 – Biały pionek · f2 – Biały pionek · h2 – Biały pionek · a1 – Biały pionek · c1 – Biały pionek · e1 – Biały pionek · g1 – Biały pionek | b8 – Czarny pionek · d8 – Czarny pionek · f8 – Czarny pionek · h8 – Czarny pionek · a7 – Czarny pionek · c7 – Czarny pionek · e7 – Czarny pionek · g7 – Czarny pionek · b6 – Czarny pionek · d6 – Czarny pionek · f6 – Czarny pionek · h6 – Czarny pionek · a3 – Biały pionek · c3 – Biały pionek · e3 – Biały pionek · g3 – Biały pionek · b2 – Biały pionek · d2 – Biały pionek · f2 – Biały pionek · h2 – Biały pionek · a1 – Biały pionek · c1 – Biały pionek · e1 – Biały pionek · g1 – Biały pionek | b8 – Czarny pionek · d8 – Czarny pionek · f8 – Czarny pionek · h8 – Czarny pionek · a7 – Czarny pionek · c7 – Czarny pionek · e7 – Czarny pionek · g7 – Czarny pionek · b6 – Czarny pionek · d6 – Czarny pionek · f6 – Czarny pionek · h6 – Czarny pionek · a3 – Biały pionek · c3 – Biały pionek · e3 – Biały pionek · g3 – Biały pionek · b2 – Biały pionek · d2 – Biały pionek · f2 – Biały pionek · h2 – Biały pionek · a1 – Biały pionek · c1 – Biały pionek · e1 – Biały pionek · g1 – Biały pionek | 1 |
|   | a | b | c | d | e | f | g | h |   |

Gra warcaby klasyczne (określana też warcabami brazylijskimi) rozgrywana jest na planszy o rozmiarze 8 × 8 pól pokolorowanych na przemian na kolor jasny i ciemny.
Każdy gracz rozpoczyna grę z dwunastoma pionami (jeden koloru białego, drugi – czerwonego) ustawionymi na ciemniejszych polach planszy, po których się poruszają. Ustawione są w sposób przedstawiony na ilustracji. 
Jako pierwszy ruch wykonuje grający pionami białymi, po czym gracze wykonują na zmianę kolejne ruchy.
Celem gry jest zbicie wszystkich pionów przeciwnika (w tym damek) albo zablokowanie wszystkich, które pozostają na planszy, pozbawiając przeciwnika możliwości wykonania ruchu. Jeśli żaden z graczy nie jest w stanie tego osiągnąć (każdy z graczy wykona po 15 ruchów damkami bez zmniejszania liczby pionów pozostających na planszy), następuje remis.
Piony mogą poruszać się o jedno pole do przodu po przekątnej na wolne pola.
Bicie pionem następuje przez przeskoczenie sąsiedniego piona (lub damki) przeciwnika na pole znajdujące się tuż za nim po przekątnej (pole to musi być wolne). Zbite piony są usuwane z planszy po zakończeniu ruchu.
Piony mogą bić zarówno do przodu, jak i do tyłu.
W jednym ruchu wolno wykonać więcej niż jedno bicie tym samym pionem, przeskakując przez kolejne piony lub damki przeciwnika.
Bicia są obowiązkowe. Kiedy istnieje kilka możliwych bić, gracz musi wykonać wszystkie. Podczas bicia nie można przeskakiwać więcej niż jeden raz przez ten sam pion lub damkę.
Pion, który dojdzie do ostatniego rzędu planszy, staje się damką, przy czym jeśli w jednym ruchu w wyniku wielokrotnego bicia przejdzie przez ostatni rząd, ale nie zakończy na nim ruchu, to nie staje się damką i kończy ruch jako pionek.
Damki mogą poruszać się w jednym ruchu o dowolną liczbę pól do przodu lub do tyłu po przekątnej, zatrzymując się na wolnych polach.
Bicie damką jest możliwe z dowolnej odległości po linii przekątnej i następuje przez przeskoczenie piona (lub damki) przeciwnika, za którym musi znajdować się co najmniej jedno wolne pole – damka przeskakuje na dowolne z tych pól i może kontynuować bicie na tej samej lub prostopadłej linii.

## Różne odmiany gry
Główne różnice wynikają z:
- rozmiarów planszy (od 8 do 12 pól szerokości bądź długości)
- liczby pionów (od 8 do 30 na zawodnika)
- zasad bicia
- sposobu poruszania się damki

Mniej istotne różnice dotyczą:
- przebiegu czarnej przekątnej
- notacji i oznaczeń pól
- rozpoczynającego

Warcaby diagonalne można podzielić na trzy rodziny:
- czekersy – piony nie biją do tyłu, król porusza się o jedno pole
- mieszane
- warcaby – bicia do tyłu, damki – długie bicia

Przykłady różnych odmian gry w warcaby:
- laska (plansza 7 × 7)
- warcaby polskie (międzynarodowe) nazywane też stupolowymi; grane na warcabnicy o rozmiarach 10 × 10 z użyciem „międzynarodowych zasad gry w warcaby”
- warcaby dwuliniowe tajskie (plansza 8 × 8) czasem nazywane szybkimi
- warcaby angielskie, w USA nazywane checkers (plansza 8 × 8)
- warcaby hiszpańskie (plansza 8 × 8)
- warcaby włoskie (plansza 8 × 8)
- warcaby rosyjskie (plansza 8 × 8 z odmianą 10 × 8)
- warcaby czeskie (plansza 8 × 8)
- warcaby kanadyjskie (plansza 12 × 12)
- warcaby klasyczne (64-polowe – na planszy 8 × 8, zwane brazylijskimi) z zasadami gry takimi jak w warcabach polskich; w literaturze anglojęzycznej z pierwszej poł. XX w. tę odmianę warcabów nazywano „minor (little) polish draughts” (mniejsze lub małe warcaby polskie)
- warcaby pool w Polsce nazywane „tradycyjnymi” lub po prostu kiedyś warcabami; zasadami podobne do warcabów klasycznych z tą tylko różnicą, że nie obowiązuje w nich zasada „bicia większości” (z więcej niż jednego z możliwych zbić wolno wybrać dowolne); ta odmiana warcabów nazywana jest w świecie „pool” lub „pool checkers” lub też „spanish pool checkers”
- wybijanka[3] (w jęz. rosyjskim poddawki) to niejako antywarcaby; w czasie gry należy się pozbywać swoich kamieni, tzn., że zwycięża ten, kto nie może wykonać ruchu; dawniej (w XIX w.), w Polsce tę odmianę gry w warcaby nazywano „mizerka”

|   | a | b | c | d | e | f | g | h |   |
| 8 | a7 – Czarny pionek · b7 – Czarny pionek · c7 – Czarny pionek · d7 – Czarny pionek · e7 – Czarny pionek · f7 – Czarny pionek · g7 – Czarny pionek · h7 – Czarny pionek · a6 – Czarny pionek · b6 – Czarny pionek · c6 – Czarny pionek · d6 – Czarny pionek · e6 – Czarny pionek · f6 – Czarny pionek · g6 – Czarny pionek · h6 – Czarny pionek · a3 – Biały pionek · b3 – Biały pionek · c3 – Biały pionek · d3 – Biały pionek · e3 – Biały pionek · f3 – Biały pionek · g3 – Biały pionek · h3 – Biały pionek · a2 – Biały pionek · b2 – Biały pionek · c2 – Biały pionek · d2 – Biały pionek · e2 – Biały pionek · f2 – Biały pionek · g2 – Biały pionek · h2 – Biały pionek | a7 – Czarny pionek · b7 – Czarny pionek · c7 – Czarny pionek · d7 – Czarny pionek · e7 – Czarny pionek · f7 – Czarny pionek · g7 – Czarny pionek · h7 – Czarny pionek · a6 – Czarny pionek · b6 – Czarny pionek · c6 – Czarny pionek · d6 – Czarny pionek · e6 – Czarny pionek · f6 – Czarny pionek · g6 – Czarny pionek · h6 – Czarny pionek · a3 – Biały pionek · b3 – Biały pionek · c3 – Biały pionek · d3 – Biały pionek · e3 – Biały pionek · f3 – Biały pionek · g3 – Biały pionek · h3 – Biały pionek · a2 – Biały pionek · b2 – Biały pionek · c2 – Biały pionek · d2 – Biały pionek · e2 – Biały pionek · f2 – Biały pionek · g2 – Biały pionek · h2 – Biały pionek | a7 – Czarny pionek · b7 – Czarny pionek · c7 – Czarny pionek · d7 – Czarny pionek · e7 – Czarny pionek · f7 – Czarny pionek · g7 – Czarny pionek · h7 – Czarny pionek · a6 – Czarny pionek · b6 – Czarny pionek · c6 – Czarny pionek · d6 – Czarny pionek · e6 – Czarny pionek · f6 – Czarny pionek · g6 – Czarny pionek · h6 – Czarny pionek · a3 – Biały pionek · b3 – Biały pionek · c3 – Biały pionek · d3 – Biały pionek · e3 – Biały pionek · f3 – Biały pionek · g3 – Biały pionek · h3 – Biały pionek · a2 – Biały pionek · b2 – Biały pionek · c2 – Biały pionek · d2 – Biały pionek · e2 – Biały pionek · f2 – Biały pionek · g2 – Biały pionek · h2 – Biały pionek | a7 – Czarny pionek · b7 – Czarny pionek · c7 – Czarny pionek · d7 – Czarny pionek · e7 – Czarny pionek · f7 – Czarny pionek · g7 – Czarny pionek · h7 – Czarny pionek · a6 – Czarny pionek · b6 – Czarny pionek · c6 – Czarny pionek · d6 – Czarny pionek · e6 – Czarny pionek · f6 – Czarny pionek · g6 – Czarny pionek · h6 – Czarny pionek · a3 – Biały pionek · b3 – Biały pionek · c3 – Biały pionek · d3 – Biały pionek · e3 – Biały pionek · f3 – Biały pionek · g3 – Biały pionek · h3 – Biały pionek · a2 – Biały pionek · b2 – Biały pionek · c2 – Biały pionek · d2 – Biały pionek · e2 – Biały pionek · f2 – Biały pionek · g2 – Biały pionek · h2 – Biały pionek | a7 – Czarny pionek · b7 – Czarny pionek · c7 – Czarny pionek · d7 – Czarny pionek · e7 – Czarny pionek · f7 – Czarny pionek · g7 – Czarny pionek · h7 – Czarny pionek · a6 – Czarny pionek · b6 – Czarny pionek · c6 – Czarny pionek · d6 – Czarny pionek · e6 – Czarny pionek · f6 – Czarny pionek · g6 – Czarny pionek · h6 – Czarny pionek · a3 – Biały pionek · b3 – Biały pionek · c3 – Biały pionek · d3 – Biały pionek · e3 – Biały pionek · f3 – Biały pionek · g3 – Biały pionek · h3 – Biały pionek · a2 – Biały pionek · b2 – Biały pionek · c2 – Biały pionek · d2 – Biały pionek · e2 – Biały pionek · f2 – Biały pionek · g2 – Biały pionek · h2 – Biały pionek | a7 – Czarny pionek · b7 – Czarny pionek · c7 – Czarny pionek · d7 – Czarny pionek · e7 – Czarny pionek · f7 – Czarny pionek · g7 – Czarny pionek · h7 – Czarny pionek · a6 – Czarny pionek · b6 – Czarny pionek · c6 – Czarny pionek · d6 – Czarny pionek · e6 – Czarny pionek · f6 – Czarny pionek · g6 – Czarny pionek · h6 – Czarny pionek · a3 – Biały pionek · b3 – Biały pionek · c3 – Biały pionek · d3 – Biały pionek · e3 – Biały pionek · f3 – Biały pionek · g3 – Biały pionek · h3 – Biały pionek · a2 – Biały pionek · b2 – Biały pionek · c2 – Biały pionek · d2 – Biały pionek · e2 – Biały pionek · f2 – Biały pionek · g2 – Biały pionek · h2 – Biały pionek | a7 – Czarny pionek · b7 – Czarny pionek · c7 – Czarny pionek · d7 – Czarny pionek · e7 – Czarny pionek · f7 – Czarny pionek · g7 – Czarny pionek · h7 – Czarny pionek · a6 – Czarny pionek · b6 – Czarny pionek · c6 – Czarny pionek · d6 – Czarny pionek · e6 – Czarny pionek · f6 – Czarny pionek · g6 – Czarny pionek · h6 – Czarny pionek · a3 – Biały pionek · b3 – Biały pionek · c3 – Biały pionek · d3 – Biały pionek · e3 – Biały pionek · f3 – Biały pionek · g3 – Biały pionek · h3 – Biały pionek · a2 – Biały pionek · b2 – Biały pionek · c2 – Biały pionek · d2 – Biały pionek · e2 – Biały pionek · f2 – Biały pionek · g2 – Biały pionek · h2 – Biały pionek | a7 – Czarny pionek · b7 – Czarny pionek · c7 – Czarny pionek · d7 – Czarny pionek · e7 – Czarny pionek · f7 – Czarny pionek · g7 – Czarny pionek · h7 – Czarny pionek · a6 – Czarny pionek · b6 – Czarny pionek · c6 – Czarny pionek · d6 – Czarny pionek · e6 – Czarny pionek · f6 – Czarny pionek · g6 – Czarny pionek · h6 – Czarny pionek · a3 – Biały pionek · b3 – Biały pionek · c3 – Biały pionek · d3 – Biały pionek · e3 – Biały pionek · f3 – Biały pionek · g3 – Biały pionek · h3 – Biały pionek · a2 – Biały pionek · b2 – Biały pionek · c2 – Biały pionek · d2 – Biały pionek · e2 – Biały pionek · f2 – Biały pionek · g2 – Biały pionek · h2 – Biały pionek | 8 |
| 7 | a7 – Czarny pionek · b7 – Czarny pionek · c7 – Czarny pionek · d7 – Czarny pionek · e7 – Czarny pionek · f7 – Czarny pionek · g7 – Czarny pionek · h7 – Czarny pionek · a6 – Czarny pionek · b6 – Czarny pionek · c6 – Czarny pionek · d6 – Czarny pionek · e6 – Czarny pionek · f6 – Czarny pionek · g6 – Czarny pionek · h6 – Czarny pionek · a3 – Biały pionek · b3 – Biały pionek · c3 – Biały pionek · d3 – Biały pionek · e3 – Biały pionek · f3 – Biały pionek · g3 – Biały pionek · h3 – Biały pionek · a2 – Biały pionek · b2 – Biały pionek · c2 – Biały pionek · d2 – Biały pionek · e2 – Biały pionek · f2 – Biały pionek · g2 – Biały pionek · h2 – Biały pionek | a7 – Czarny pionek · b7 – Czarny pionek · c7 – Czarny pionek · d7 – Czarny pionek · e7 – Czarny pionek · f7 – Czarny pionek · g7 – Czarny pionek · h7 – Czarny pionek · a6 – Czarny pionek · b6 – Czarny pionek · c6 – Czarny pionek · d6 – Czarny pionek · e6 – Czarny pionek · f6 – Czarny pionek · g6 – Czarny pionek · h6 – Czarny pionek · a3 – Biały pionek · b3 – Biały pionek · c3 – Biały pionek · d3 – Biały pionek · e3 – Biały pionek · f3 – Biały pionek · g3 – Biały pionek · h3 – Biały pionek · a2 – Biały pionek · b2 – Biały pionek · c2 – Biały pionek · d2 – Biały pionek · e2 – Biały pionek · f2 – Biały pionek · g2 – Biały pionek · h2 – Biały pionek | a7 – Czarny pionek · b7 – Czarny pionek · c7 – Czarny pionek · d7 – Czarny pionek · e7 – Czarny pionek · f7 – Czarny pionek · g7 – Czarny pionek · h7 – Czarny pionek · a6 – Czarny pionek · b6 – Czarny pionek · c6 – Czarny pionek · d6 – Czarny pionek · e6 – Czarny pionek · f6 – Czarny pionek · g6 – Czarny pionek · h6 – Czarny pionek · a3 – Biały pionek · b3 – Biały pionek · c3 – Biały pionek · d3 – Biały pionek · e3 – Biały pionek · f3 – Biały pionek · g3 – Biały pionek · h3 – Biały pionek · a2 – Biały pionek · b2 – Biały pionek · c2 – Biały pionek · d2 – Biały pionek · e2 – Biały pionek · f2 – Biały pionek · g2 – Biały pionek · h2 – Biały pionek | a7 – Czarny pionek · b7 – Czarny pionek · c7 – Czarny pionek · d7 – Czarny pionek · e7 – Czarny pionek · f7 – Czarny pionek · g7 – Czarny pionek · h7 – Czarny pionek · a6 – Czarny pionek · b6 – Czarny pionek · c6 – Czarny pionek · d6 – Czarny pionek · e6 – Czarny pionek · f6 – Czarny pionek · g6 – Czarny pionek · h6 – Czarny pionek · a3 – Biały pionek · b3 – Biały pionek · c3 – Biały pionek · d3 – Biały pionek · e3 – Biały pionek · f3 – Biały pionek · g3 – Biały pionek · h3 – Biały pionek · a2 – Biały pionek · b2 – Biały pionek · c2 – Biały pionek · d2 – Biały pionek · e2 – Biały pionek · f2 – Biały pionek · g2 – Biały pionek · h2 – Biały pionek | a7 – Czarny pionek · b7 – Czarny pionek · c7 – Czarny pionek · d7 – Czarny pionek · e7 – Czarny pionek · f7 – Czarny pionek · g7 – Czarny pionek · h7 – Czarny pionek · a6 – Czarny pionek · b6 – Czarny pionek · c6 – Czarny pionek · d6 – Czarny pionek · e6 – Czarny pionek · f6 – Czarny pionek · g6 – Czarny pionek · h6 – Czarny pionek · a3 – Biały pionek · b3 – Biały pionek · c3 – Biały pionek · d3 – Biały pionek · e3 – Biały pionek · f3 – Biały pionek · g3 – Biały pionek · h3 – Biały pionek · a2 – Biały pionek · b2 – Biały pionek · c2 – Biały pionek · d2 – Biały pionek · e2 – Biały pionek · f2 – Biały pionek · g2 – Biały pionek · h2 – Biały pionek | a7 – Czarny pionek · b7 – Czarny pionek · c7 – Czarny pionek · d7 – Czarny pionek · e7 – Czarny pionek · f7 – Czarny pionek · g7 – Czarny pionek · h7 – Czarny pionek · a6 – Czarny pionek · b6 – Czarny pionek · c6 – Czarny pionek · d6 – Czarny pionek · e6 – Czarny pionek · f6 – Czarny pionek · g6 – Czarny pionek · h6 – Czarny pionek · a3 – Biały pionek · b3 – Biały pionek · c3 – Biały pionek · d3 – Biały pionek · e3 – Biały pionek · f3 – Biały pionek · g3 – Biały pionek · h3 – Biały pionek · a2 – Biały pionek · b2 – Biały pionek · c2 – Biały pionek · d2 – Biały pionek · e2 – Biały pionek · f2 – Biały pionek · g2 – Biały pionek · h2 – Biały pionek | a7 – Czarny pionek · b7 – Czarny pionek · c7 – Czarny pionek · d7 – Czarny pionek · e7 – Czarny pionek · f7 – Czarny pionek · g7 – Czarny pionek · h7 – Czarny pionek · a6 – Czarny pionek · b6 – Czarny pionek · c6 – Czarny pionek · d6 – Czarny pionek · e6 – Czarny pionek · f6 – Czarny pionek · g6 – Czarny pionek · h6 – Czarny pionek · a3 – Biały pionek · b3 – Biały pionek · c3 – Biały pionek · d3 – Biały pionek · e3 – Biały pionek · f3 – Biały pionek · g3 – Biały pionek · h3 – Biały pionek · a2 – Biały pionek · b2 – Biały pionek · c2 – Biały pionek · d2 – Biały pionek · e2 – Biały pionek · f2 – Biały pionek · g2 – Biały pionek · h2 – Biały pionek | a7 – Czarny pionek · b7 – Czarny pionek · c7 – Czarny pionek · d7 – Czarny pionek · e7 – Czarny pionek · f7 – Czarny pionek · g7 – Czarny pionek · h7 – Czarny pionek · a6 – Czarny pionek · b6 – Czarny pionek · c6 – Czarny pionek · d6 – Czarny pionek · e6 – Czarny pionek · f6 – Czarny pionek · g6 – Czarny pionek · h6 – Czarny pionek · a3 – Biały pionek · b3 – Biały pionek · c3 – Biały pionek · d3 – Biały pionek · e3 – Biały pionek · f3 – Biały pionek · g3 – Biały pionek · h3 – Biały pionek · a2 – Biały pionek · b2 – Biały pionek · c2 – Biały pionek · d2 – Biały pionek · e2 – Biały pionek · f2 – Biały pionek · g2 – Biały pionek · h2 – Biały pionek | 7 |
| 6 | a7 – Czarny pionek · b7 – Czarny pionek · c7 – Czarny pionek · d7 – Czarny pionek · e7 – Czarny pionek · f7 – Czarny pionek · g7 – Czarny pionek · h7 – Czarny pionek · a6 – Czarny pionek · b6 – Czarny pionek · c6 – Czarny pionek · d6 – Czarny pionek · e6 – Czarny pionek · f6 – Czarny pionek · g6 – Czarny pionek · h6 – Czarny pionek · a3 – Biały pionek · b3 – Biały pionek · c3 – Biały pionek · d3 – Biały pionek · e3 – Biały pionek · f3 – Biały pionek · g3 – Biały pionek · h3 – Biały pionek · a2 – Biały pionek · b2 – Biały pionek · c2 – Biały pionek · d2 – Biały pionek · e2 – Biały pionek · f2 – Biały pionek · g2 – Biały pionek · h2 – Biały pionek | a7 – Czarny pionek · b7 – Czarny pionek · c7 – Czarny pionek · d7 – Czarny pionek · e7 – Czarny pionek · f7 – Czarny pionek · g7 – Czarny pionek · h7 – Czarny pionek · a6 – Czarny pionek · b6 – Czarny pionek · c6 – Czarny pionek · d6 – Czarny pionek · e6 – Czarny pionek · f6 – Czarny pionek · g6 – Czarny pionek · h6 – Czarny pionek · a3 – Biały pionek · b3 – Biały pionek · c3 – Biały pionek · d3 – Biały pionek · e3 – Biały pionek · f3 – Biały pionek · g3 – Biały pionek · h3 – Biały pionek · a2 – Biały pionek · b2 – Biały pionek · c2 – Biały pionek · d2 – Biały pionek · e2 – Biały pionek · f2 – Biały pionek · g2 – Biały pionek · h2 – Biały pionek | a7 – Czarny pionek · b7 – Czarny pionek · c7 – Czarny pionek · d7 – Czarny pionek · e7 – Czarny pionek · f7 – Czarny pionek · g7 – Czarny pionek · h7 – Czarny pionek · a6 – Czarny pionek · b6 – Czarny pionek · c6 – Czarny pionek · d6 – Czarny pionek · e6 – Czarny pionek · f6 – Czarny pionek · g6 – Czarny pionek · h6 – Czarny pionek · a3 – Biały pionek · b3 – Biały pionek · c3 – Biały pionek · d3 – Biały pionek · e3 – Biały pionek · f3 – Biały pionek · g3 – Biały pionek · h3 – Biały pionek · a2 – Biały pionek · b2 – Biały pionek · c2 – Biały pionek · d2 – Biały pionek · e2 – Biały pionek · f2 – Biały pionek · g2 – Biały pionek · h2 – Biały pionek | a7 – Czarny pionek · b7 – Czarny pionek · c7 – Czarny pionek · d7 – Czarny pionek · e7 – Czarny pionek · f7 – Czarny pionek · g7 – Czarny pionek · h7 – Czarny pionek · a6 – Czarny pionek · b6 – Czarny pionek · c6 – Czarny pionek · d6 – Czarny pionek · e6 – Czarny pionek · f6 – Czarny pionek · g6 – Czarny pionek · h6 – Czarny pionek · a3 – Biały pionek · b3 – Biały pionek · c3 – Biały pionek · d3 – Biały pionek · e3 – Biały pionek · f3 – Biały pionek · g3 – Biały pionek · h3 – Biały pionek · a2 – Biały pionek · b2 – Biały pionek · c2 – Biały pionek · d2 – Biały pionek · e2 – Biały pionek · f2 – Biały pionek · g2 – Biały pionek · h2 – Biały pionek | a7 – Czarny pionek · b7 – Czarny pionek · c7 – Czarny pionek · d7 – Czarny pionek · e7 – Czarny pionek · f7 – Czarny pionek · g7 – Czarny pionek · h7 – Czarny pionek · a6 – Czarny pionek · b6 – Czarny pionek · c6 – Czarny pionek · d6 – Czarny pionek · e6 – Czarny pionek · f6 – Czarny pionek · g6 – Czarny pionek · h6 – Czarny pionek · a3 – Biały pionek · b3 – Biały pionek · c3 – Biały pionek · d3 – Biały pionek · e3 – Biały pionek · f3 – Biały pionek · g3 – Biały pionek · h3 – Biały pionek · a2 – Biały pionek · b2 – Biały pionek · c2 – Biały pionek · d2 – Biały pionek · e2 – Biały pionek · f2 – Biały pionek · g2 – Biały pionek · h2 – Biały pionek | a7 – Czarny pionek · b7 – Czarny pionek · c7 – Czarny pionek · d7 – Czarny pionek · e7 – Czarny pionek · f7 – Czarny pionek · g7 – Czarny pionek · h7 – Czarny pionek · a6 – Czarny pionek · b6 – Czarny pionek · c6 – Czarny pionek · d6 – Czarny pionek · e6 – Czarny pionek · f6 – Czarny pionek · g6 – Czarny pionek · h6 – Czarny pionek · a3 – Biały pionek · b3 – Biały pionek · c3 – Biały pionek · d3 – Biały pionek · e3 – Biały pionek · f3 – Biały pionek · g3 – Biały pionek · h3 – Biały pionek · a2 – Biały pionek · b2 – Biały pionek · c2 – Biały pionek · d2 – Biały pionek · e2 – Biały pionek · f2 – Biały pionek · g2 – Biały pionek · h2 – Biały pionek | a7 – Czarny pionek · b7 – Czarny pionek · c7 – Czarny pionek · d7 – Czarny pionek · e7 – Czarny pionek · f7 – Czarny pionek · g7 – Czarny pionek · h7 – Czarny pionek · a6 – Czarny pionek · b6 – Czarny pionek · c6 – Czarny pionek · d6 – Czarny pionek · e6 – Czarny pionek · f6 – Czarny pionek · g6 – Czarny pionek · h6 – Czarny pionek · a3 – Biały pionek · b3 – Biały pionek · c3 – Biały pionek · d3 – Biały pionek · e3 – Biały pionek · f3 – Biały pionek · g3 – Biały pionek · h3 – Biały pionek · a2 – Biały pionek · b2 – Biały pionek · c2 – Biały pionek · d2 – Biały pionek · e2 – Biały pionek · f2 – Biały pionek · g2 – Biały pionek · h2 – Biały pionek | a7 – Czarny pionek · b7 – Czarny pionek · c7 – Czarny pionek · d7 – Czarny pionek · e7 – Czarny pionek · f7 – Czarny pionek · g7 – Czarny pionek · h7 – Czarny pionek · a6 – Czarny pionek · b6 – Czarny pionek · c6 – Czarny pionek · d6 – Czarny pionek · e6 – Czarny pionek · f6 – Czarny pionek · g6 – Czarny pionek · h6 – Czarny pionek · a3 – Biały pionek · b3 – Biały pionek · c3 – Biały pionek · d3 – Biały pionek · e3 – Biały pionek · f3 – Biały pionek · g3 – Biały pionek · h3 – Biały pionek · a2 – Biały pionek · b2 – Biały pionek · c2 – Biały pionek · d2 – Biały pionek · e2 – Biały pionek · f2 – Biały pionek · g2 – Biały pionek · h2 – Biały pionek | 6 |
| 5 | a7 – Czarny pionek · b7 – Czarny pionek · c7 – Czarny pionek · d7 – Czarny pionek · e7 – Czarny pionek · f7 – Czarny pionek · g7 – Czarny pionek · h7 – Czarny pionek · a6 – Czarny pionek · b6 – Czarny pionek · c6 – Czarny pionek · d6 – Czarny pionek · e6 – Czarny pionek · f6 – Czarny pionek · g6 – Czarny pionek · h6 – Czarny pionek · a3 – Biały pionek · b3 – Biały pionek · c3 – Biały pionek · d3 – Biały pionek · e3 – Biały pionek · f3 – Biały pionek · g3 – Biały pionek · h3 – Biały pionek · a2 – Biały pionek · b2 – Biały pionek · c2 – Biały pionek · d2 – Biały pionek · e2 – Biały pionek · f2 – Biały pionek · g2 – Biały pionek · h2 – Biały pionek | a7 – Czarny pionek · b7 – Czarny pionek · c7 – Czarny pionek · d7 – Czarny pionek · e7 – Czarny pionek · f7 – Czarny pionek · g7 – Czarny pionek · h7 – Czarny pionek · a6 – Czarny pionek · b6 – Czarny pionek · c6 – Czarny pionek · d6 – Czarny pionek · e6 – Czarny pionek · f6 – Czarny pionek · g6 – Czarny pionek · h6 – Czarny pionek · a3 – Biały pionek · b3 – Biały pionek · c3 – Biały pionek · d3 – Biały pionek · e3 – Biały pionek · f3 – Biały pionek · g3 – Biały pionek · h3 – Biały pionek · a2 – Biały pionek · b2 – Biały pionek · c2 – Biały pionek · d2 – Biały pionek · e2 – Biały pionek · f2 – Biały pionek · g2 – Biały pionek · h2 – Biały pionek | a7 – Czarny pionek · b7 – Czarny pionek · c7 – Czarny pionek · d7 – Czarny pionek · e7 – Czarny pionek · f7 – Czarny pionek · g7 – Czarny pionek · h7 – Czarny pionek · a6 – Czarny pionek · b6 – Czarny pionek · c6 – Czarny pionek · d6 – Czarny pionek · e6 – Czarny pionek · f6 – Czarny pionek · g6 – Czarny pionek · h6 – Czarny pionek · a3 – Biały pionek · b3 – Biały pionek · c3 – Biały pionek · d3 – Biały pionek · e3 – Biały pionek · f3 – Biały pionek · g3 – Biały pionek · h3 – Biały pionek · a2 – Biały pionek · b2 – Biały pionek · c2 – Biały pionek · d2 – Biały pionek · e2 – Biały pionek · f2 – Biały pionek · g2 – Biały pionek · h2 – Biały pionek | a7 – Czarny pionek · b7 – Czarny pionek · c7 – Czarny pionek · d7 – Czarny pionek · e7 – Czarny pionek · f7 – Czarny pionek · g7 – Czarny pionek · h7 – Czarny pionek · a6 – Czarny pionek · b6 – Czarny pionek · c6 – Czarny pionek · d6 – Czarny pionek · e6 – Czarny pionek · f6 – Czarny pionek · g6 – Czarny pionek · h6 – Czarny pionek · a3 – Biały pionek · b3 – Biały pionek · c3 – Biały pionek · d3 – Biały pionek · e3 – Biały pionek · f3 – Biały pionek · g3 – Biały pionek · h3 – Biały pionek · a2 – Biały pionek · b2 – Biały pionek · c2 – Biały pionek · d2 – Biały pionek · e2 – Biały pionek · f2 – Biały pionek · g2 – Biały pionek · h2 – Biały pionek | a7 – Czarny pionek · b7 – Czarny pionek · c7 – Czarny pionek · d7 – Czarny pionek · e7 – Czarny pionek · f7 – Czarny pionek · g7 – Czarny pionek · h7 – Czarny pionek · a6 – Czarny pionek · b6 – Czarny pionek · c6 – Czarny pionek · d6 – Czarny pionek · e6 – Czarny pionek · f6 – Czarny pionek · g6 – Czarny pionek · h6 – Czarny pionek · a3 – Biały pionek · b3 – Biały pionek · c3 – Biały pionek · d3 – Biały pionek · e3 – Biały pionek · f3 – Biały pionek · g3 – Biały pionek · h3 – Biały pionek · a2 – Biały pionek · b2 – Biały pionek · c2 – Biały pionek · d2 – Biały pionek · e2 – Biały pionek · f2 – Biały pionek · g2 – Biały pionek · h2 – Biały pionek | a7 – Czarny pionek · b7 – Czarny pionek · c7 – Czarny pionek · d7 – Czarny pionek · e7 – Czarny pionek · f7 – Czarny pionek · g7 – Czarny pionek · h7 – Czarny pionek · a6 – Czarny pionek · b6 – Czarny pionek · c6 – Czarny pionek · d6 – Czarny pionek · e6 – Czarny pionek · f6 – Czarny pionek · g6 – Czarny pionek · h6 – Czarny pionek · a3 – Biały pionek · b3 – Biały pionek · c3 – Biały pionek · d3 – Biały pionek · e3 – Biały pionek · f3 – Biały pionek · g3 – Biały pionek · h3 – Biały pionek · a2 – Biały pionek · b2 – Biały pionek · c2 – Biały pionek · d2 – Biały pionek · e2 – Biały pionek · f2 – Biały pionek · g2 – Biały pionek · h2 – Biały pionek | a7 – Czarny pionek · b7 – Czarny pionek · c7 – Czarny pionek · d7 – Czarny pionek · e7 – Czarny pionek · f7 – Czarny pionek · g7 – Czarny pionek · h7 – Czarny pionek · a6 – Czarny pionek · b6 – Czarny pionek · c6 – Czarny pionek · d6 – Czarny pionek · e6 – Czarny pionek · f6 – Czarny pionek · g6 – Czarny pionek · h6 – Czarny pionek · a3 – Biały pionek · b3 – Biały pionek · c3 – Biały pionek · d3 – Biały pionek · e3 – Biały pionek · f3 – Biały pionek · g3 – Biały pionek · h3 – Biały pionek · a2 – Biały pionek · b2 – Biały pionek · c2 – Biały pionek · d2 – Biały pionek · e2 – Biały pionek · f2 – Biały pionek · g2 – Biały pionek · h2 – Biały pionek | a7 – Czarny pionek · b7 – Czarny pionek · c7 – Czarny pionek · d7 – Czarny pionek · e7 – Czarny pionek · f7 – Czarny pionek · g7 – Czarny pionek · h7 – Czarny pionek · a6 – Czarny pionek · b6 – Czarny pionek · c6 – Czarny pionek · d6 – Czarny pionek · e6 – Czarny pionek · f6 – Czarny pionek · g6 – Czarny pionek · h6 – Czarny pionek · a3 – Biały pionek · b3 – Biały pionek · c3 – Biały pionek · d3 – Biały pionek · e3 – Biały pionek · f3 – Biały pionek · g3 – Biały pionek · h3 – Biały pionek · a2 – Biały pionek · b2 – Biały pionek · c2 – Biały pionek · d2 – Biały pionek · e2 – Biały pionek · f2 – Biały pionek · g2 – Biały pionek · h2 – Biały pionek | 5 |
| 4 | a7 – Czarny pionek · b7 – Czarny pionek · c7 – Czarny pionek · d7 – Czarny pionek · e7 – Czarny pionek · f7 – Czarny pionek · g7 – Czarny pionek · h7 – Czarny pionek · a6 – Czarny pionek · b6 – Czarny pionek · c6 – Czarny pionek · d6 – Czarny pionek · e6 – Czarny pionek · f6 – Czarny pionek · g6 – Czarny pionek · h6 – Czarny pionek · a3 – Biały pionek · b3 – Biały pionek · c3 – Biały pionek · d3 – Biały pionek · e3 – Biały pionek · f3 – Biały pionek · g3 – Biały pionek · h3 – Biały pionek · a2 – Biały pionek · b2 – Biały pionek · c2 – Biały pionek · d2 – Biały pionek · e2 – Biały pionek · f2 – Biały pionek · g2 – Biały pionek · h2 – Biały pionek | a7 – Czarny pionek · b7 – Czarny pionek · c7 – Czarny pionek · d7 – Czarny pionek · e7 – Czarny pionek · f7 – Czarny pionek · g7 – Czarny pionek · h7 – Czarny pionek · a6 – Czarny pionek · b6 – Czarny pionek · c6 – Czarny pionek · d6 – Czarny pionek · e6 – Czarny pionek · f6 – Czarny pionek · g6 – Czarny pionek · h6 – Czarny pionek · a3 – Biały pionek · b3 – Biały pionek · c3 – Biały pionek · d3 – Biały pionek · e3 – Biały pionek · f3 – Biały pionek · g3 – Biały pionek · h3 – Biały pionek · a2 – Biały pionek · b2 – Biały pionek · c2 – Biały pionek · d2 – Biały pionek · e2 – Biały pionek · f2 – Biały pionek · g2 – Biały pionek · h2 – Biały pionek | a7 – Czarny pionek · b7 – Czarny pionek · c7 – Czarny pionek · d7 – Czarny pionek · e7 – Czarny pionek · f7 – Czarny pionek · g7 – Czarny pionek · h7 – Czarny pionek · a6 – Czarny pionek · b6 – Czarny pionek · c6 – Czarny pionek · d6 – Czarny pionek · e6 – Czarny pionek · f6 – Czarny pionek · g6 – Czarny pionek · h6 – Czarny pionek · a3 – Biały pionek · b3 – Biały pionek · c3 – Biały pionek · d3 – Biały pionek · e3 – Biały pionek · f3 – Biały pionek · g3 – Biały pionek · h3 – Biały pionek · a2 – Biały pionek · b2 – Biały pionek · c2 – Biały pionek · d2 – Biały pionek · e2 – Biały pionek · f2 – Biały pionek · g2 – Biały pionek · h2 – Biały pionek | a7 – Czarny pionek · b7 – Czarny pionek · c7 – Czarny pionek · d7 – Czarny pionek · e7 – Czarny pionek · f7 – Czarny pionek · g7 – Czarny pionek · h7 – Czarny pionek · a6 – Czarny pionek · b6 – Czarny pionek · c6 – Czarny pionek · d6 – Czarny pionek · e6 – Czarny pionek · f6 – Czarny pionek · g6 – Czarny pionek · h6 – Czarny pionek · a3 – Biały pionek · b3 – Biały pionek · c3 – Biały pionek · d3 – Biały pionek · e3 – Biały pionek · f3 – Biały pionek · g3 – Biały pionek · h3 – Biały pionek · a2 – Biały pionek · b2 – Biały pionek · c2 – Biały pionek · d2 – Biały pionek · e2 – Biały pionek · f2 – Biały pionek · g2 – Biały pionek · h2 – Biały pionek | a7 – Czarny pionek · b7 – Czarny pionek · c7 – Czarny pionek · d7 – Czarny pionek · e7 – Czarny pionek · f7 – Czarny pionek · g7 – Czarny pionek · h7 – Czarny pionek · a6 – Czarny pionek · b6 – Czarny pionek · c6 – Czarny pionek · d6 – Czarny pionek · e6 – Czarny pionek · f6 – Czarny pionek · g6 – Czarny pionek · h6 – Czarny pionek · a3 – Biały pionek · b3 – Biały pionek · c3 – Biały pionek · d3 – Biały pionek · e3 – Biały pionek · f3 – Biały pionek · g3 – Biały pionek · h3 – Biały pionek · a2 – Biały pionek · b2 – Biały pionek · c2 – Biały pionek · d2 – Biały pionek · e2 – Biały pionek · f2 – Biały pionek · g2 – Biały pionek · h2 – Biały pionek | a7 – Czarny pionek · b7 – Czarny pionek · c7 – Czarny pionek · d7 – Czarny pionek · e7 – Czarny pionek · f7 – Czarny pionek · g7 – Czarny pionek · h7 – Czarny pionek · a6 – Czarny pionek · b6 – Czarny pionek · c6 – Czarny pionek · d6 – Czarny pionek · e6 – Czarny pionek · f6 – Czarny pionek · g6 – Czarny pionek · h6 – Czarny pionek · a3 – Biały pionek · b3 – Biały pionek · c3 – Biały pionek · d3 – Biały pionek · e3 – Biały pionek · f3 – Biały pionek · g3 – Biały pionek · h3 – Biały pionek · a2 – Biały pionek · b2 – Biały pionek · c2 – Biały pionek · d2 – Biały pionek · e2 – Biały pionek · f2 – Biały pionek · g2 – Biały pionek · h2 – Biały pionek | a7 – Czarny pionek · b7 – Czarny pionek · c7 – Czarny pionek · d7 – Czarny pionek · e7 – Czarny pionek · f7 – Czarny pionek · g7 – Czarny pionek · h7 – Czarny pionek · a6 – Czarny pionek · b6 – Czarny pionek · c6 – Czarny pionek · d6 – Czarny pionek · e6 – Czarny pionek · f6 – Czarny pionek · g6 – Czarny pionek · h6 – Czarny pionek · a3 – Biały pionek · b3 – Biały pionek · c3 – Biały pionek · d3 – Biały pionek · e3 – Biały pionek · f3 – Biały pionek · g3 – Biały pionek · h3 – Biały pionek · a2 – Biały pionek · b2 – Biały pionek · c2 – Biały pionek · d2 – Biały pionek · e2 – Biały pionek · f2 – Biały pionek · g2 – Biały pionek · h2 – Biały pionek | a7 – Czarny pionek · b7 – Czarny pionek · c7 – Czarny pionek · d7 – Czarny pionek · e7 – Czarny pionek · f7 – Czarny pionek · g7 – Czarny pionek · h7 – Czarny pionek · a6 – Czarny pionek · b6 – Czarny pionek · c6 – Czarny pionek · d6 – Czarny pionek · e6 – Czarny pionek · f6 – Czarny pionek · g6 – Czarny pionek · h6 – Czarny pionek · a3 – Biały pionek · b3 – Biały pionek · c3 – Biały pionek · d3 – Biały pionek · e3 – Biały pionek · f3 – Biały pionek · g3 – Biały pionek · h3 – Biały pionek · a2 – Biały pionek · b2 – Biały pionek · c2 – Biały pionek · d2 – Biały pionek · e2 – Biały pionek · f2 – Biały pionek · g2 – Biały pionek · h2 – Biały pionek | 4 |
| 3 | a7 – Czarny pionek · b7 – Czarny pionek · c7 – Czarny pionek · d7 – Czarny pionek · e7 – Czarny pionek · f7 – Czarny pionek · g7 – Czarny pionek · h7 – Czarny pionek · a6 – Czarny pionek · b6 – Czarny pionek · c6 – Czarny pionek · d6 – Czarny pionek · e6 – Czarny pionek · f6 – Czarny pionek · g6 – Czarny pionek · h6 – Czarny pionek · a3 – Biały pionek · b3 – Biały pionek · c3 – Biały pionek · d3 – Biały pionek · e3 – Biały pionek · f3 – Biały pionek · g3 – Biały pionek · h3 – Biały pionek · a2 – Biały pionek · b2 – Biały pionek · c2 – Biały pionek · d2 – Biały pionek · e2 – Biały pionek · f2 – Biały pionek · g2 – Biały pionek · h2 – Biały pionek | a7 – Czarny pionek · b7 – Czarny pionek · c7 – Czarny pionek · d7 – Czarny pionek · e7 – Czarny pionek · f7 – Czarny pionek · g7 – Czarny pionek · h7 – Czarny pionek · a6 – Czarny pionek · b6 – Czarny pionek · c6 – Czarny pionek · d6 – Czarny pionek · e6 – Czarny pionek · f6 – Czarny pionek · g6 – Czarny pionek · h6 – Czarny pionek · a3 – Biały pionek · b3 – Biały pionek · c3 – Biały pionek · d3 – Biały pionek · e3 – Biały pionek · f3 – Biały pionek · g3 – Biały pionek · h3 – Biały pionek · a2 – Biały pionek · b2 – Biały pionek · c2 – Biały pionek · d2 – Biały pionek · e2 – Biały pionek · f2 – Biały pionek · g2 – Biały pionek · h2 – Biały pionek | a7 – Czarny pionek · b7 – Czarny pionek · c7 – Czarny pionek · d7 – Czarny pionek · e7 – Czarny pionek · f7 – Czarny pionek · g7 – Czarny pionek · h7 – Czarny pionek · a6 – Czarny pionek · b6 – Czarny pionek · c6 – Czarny pionek · d6 – Czarny pionek · e6 – Czarny pionek · f6 – Czarny pionek · g6 – Czarny pionek · h6 – Czarny pionek · a3 – Biały pionek · b3 – Biały pionek · c3 – Biały pionek · d3 – Biały pionek · e3 – Biały pionek · f3 – Biały pionek · g3 – Biały pionek · h3 – Biały pionek · a2 – Biały pionek · b2 – Biały pionek · c2 – Biały pionek · d2 – Biały pionek · e2 – Biały pionek · f2 – Biały pionek · g2 – Biały pionek · h2 – Biały pionek | a7 – Czarny pionek · b7 – Czarny pionek · c7 – Czarny pionek · d7 – Czarny pionek · e7 – Czarny pionek · f7 – Czarny pionek · g7 – Czarny pionek · h7 – Czarny pionek · a6 – Czarny pionek · b6 – Czarny pionek · c6 – Czarny pionek · d6 – Czarny pionek · e6 – Czarny pionek · f6 – Czarny pionek · g6 – Czarny pionek · h6 – Czarny pionek · a3 – Biały pionek · b3 – Biały pionek · c3 – Biały pionek · d3 – Biały pionek · e3 – Biały pionek · f3 – Biały pionek · g3 – Biały pionek · h3 – Biały pionek · a2 – Biały pionek · b2 – Biały pionek · c2 – Biały pionek · d2 – Biały pionek · e2 – Biały pionek · f2 – Biały pionek · g2 – Biały pionek · h2 – Biały pionek | a7 – Czarny pionek · b7 – Czarny pionek · c7 – Czarny pionek · d7 – Czarny pionek · e7 – Czarny pionek · f7 – Czarny pionek · g7 – Czarny pionek · h7 – Czarny pionek · a6 – Czarny pionek · b6 – Czarny pionek · c6 – Czarny pionek · d6 – Czarny pionek · e6 – Czarny pionek · f6 – Czarny pionek · g6 – Czarny pionek · h6 – Czarny pionek · a3 – Biały pionek · b3 – Biały pionek · c3 – Biały pionek · d3 – Biały pionek · e3 – Biały pionek · f3 – Biały pionek · g3 – Biały pionek · h3 – Biały pionek · a2 – Biały pionek · b2 – Biały pionek · c2 – Biały pionek · d2 – Biały pionek · e2 – Biały pionek · f2 – Biały pionek · g2 – Biały pionek · h2 – Biały pionek | a7 – Czarny pionek · b7 – Czarny pionek · c7 – Czarny pionek · d7 – Czarny pionek · e7 – Czarny pionek · f7 – Czarny pionek · g7 – Czarny pionek · h7 – Czarny pionek · a6 – Czarny pionek · b6 – Czarny pionek · c6 – Czarny pionek · d6 – Czarny pionek · e6 – Czarny pionek · f6 – Czarny pionek · g6 – Czarny pionek · h6 – Czarny pionek · a3 – Biały pionek · b3 – Biały pionek · c3 – Biały pionek · d3 – Biały pionek · e3 – Biały pionek · f3 – Biały pionek · g3 – Biały pionek · h3 – Biały pionek · a2 – Biały pionek · b2 – Biały pionek · c2 – Biały pionek · d2 – Biały pionek · e2 – Biały pionek · f2 – Biały pionek · g2 – Biały pionek · h2 – Biały pionek | a7 – Czarny pionek · b7 – Czarny pionek · c7 – Czarny pionek · d7 – Czarny pionek · e7 – Czarny pionek · f7 – Czarny pionek · g7 – Czarny pionek · h7 – Czarny pionek · a6 – Czarny pionek · b6 – Czarny pionek · c6 – Czarny pionek · d6 – Czarny pionek · e6 – Czarny pionek · f6 – Czarny pionek · g6 – Czarny pionek · h6 – Czarny pionek · a3 – Biały pionek · b3 – Biały pionek · c3 – Biały pionek · d3 – Biały pionek · e3 – Biały pionek · f3 – Biały pionek · g3 – Biały pionek · h3 – Biały pionek · a2 – Biały pionek · b2 – Biały pionek · c2 – Biały pionek · d2 – Biały pionek · e2 – Biały pionek · f2 – Biały pionek · g2 – Biały pionek · h2 – Biały pionek | a7 – Czarny pionek · b7 – Czarny pionek · c7 – Czarny pionek · d7 – Czarny pionek · e7 – Czarny pionek · f7 – Czarny pionek · g7 – Czarny pionek · h7 – Czarny pionek · a6 – Czarny pionek · b6 – Czarny pionek · c6 – Czarny pionek · d6 – Czarny pionek · e6 – Czarny pionek · f6 – Czarny pionek · g6 – Czarny pionek · h6 – Czarny pionek · a3 – Biały pionek · b3 – Biały pionek · c3 – Biały pionek · d3 – Biały pionek · e3 – Biały pionek · f3 – Biały pionek · g3 – Biały pionek · h3 – Biały pionek · a2 – Biały pionek · b2 – Biały pionek · c2 – Biały pionek · d2 – Biały pionek · e2 – Biały pionek · f2 – Biały pionek · g2 – Biały pionek · h2 – Biały pionek | 3 |
| 2 | a7 – Czarny pionek · b7 – Czarny pionek · c7 – Czarny pionek · d7 – Czarny pionek · e7 – Czarny pionek · f7 – Czarny pionek · g7 – Czarny pionek · h7 – Czarny pionek · a6 – Czarny pionek · b6 – Czarny pionek · c6 – Czarny pionek · d6 – Czarny pionek · e6 – Czarny pionek · f6 – Czarny pionek · g6 – Czarny pionek · h6 – Czarny pionek · a3 – Biały pionek · b3 – Biały pionek · c3 – Biały pionek · d3 – Biały pionek · e3 – Biały pionek · f3 – Biały pionek · g3 – Biały pionek · h3 – Biały pionek · a2 – Biały pionek · b2 – Biały pionek · c2 – Biały pionek · d2 – Biały pionek · e2 – Biały pionek · f2 – Biały pionek · g2 – Biały pionek · h2 – Biały pionek | a7 – Czarny pionek · b7 – Czarny pionek · c7 – Czarny pionek · d7 – Czarny pionek · e7 – Czarny pionek · f7 – Czarny pionek · g7 – Czarny pionek · h7 – Czarny pionek · a6 – Czarny pionek · b6 – Czarny pionek · c6 – Czarny pionek · d6 – Czarny pionek · e6 – Czarny pionek · f6 – Czarny pionek · g6 – Czarny pionek · h6 – Czarny pionek · a3 – Biały pionek · b3 – Biały pionek · c3 – Biały pionek · d3 – Biały pionek · e3 – Biały pionek · f3 – Biały pionek · g3 – Biały pionek · h3 – Biały pionek · a2 – Biały pionek · b2 – Biały pionek · c2 – Biały pionek · d2 – Biały pionek · e2 – Biały pionek · f2 – Biały pionek · g2 – Biały pionek · h2 – Biały pionek | a7 – Czarny pionek · b7 – Czarny pionek · c7 – Czarny pionek · d7 – Czarny pionek · e7 – Czarny pionek · f7 – Czarny pionek · g7 – Czarny pionek · h7 – Czarny pionek · a6 – Czarny pionek · b6 – Czarny pionek · c6 – Czarny pionek · d6 – Czarny pionek · e6 – Czarny pionek · f6 – Czarny pionek · g6 – Czarny pionek · h6 – Czarny pionek · a3 – Biały pionek · b3 – Biały pionek · c3 – Biały pionek · d3 – Biały pionek · e3 – Biały pionek · f3 – Biały pionek · g3 – Biały pionek · h3 – Biały pionek · a2 – Biały pionek · b2 – Biały pionek · c2 – Biały pionek · d2 – Biały pionek · e2 – Biały pionek · f2 – Biały pionek · g2 – Biały pionek · h2 – Biały pionek | a7 – Czarny pionek · b7 – Czarny pionek · c7 – Czarny pionek · d7 – Czarny pionek · e7 – Czarny pionek · f7 – Czarny pionek · g7 – Czarny pionek · h7 – Czarny pionek · a6 – Czarny pionek · b6 – Czarny pionek · c6 – Czarny pionek · d6 – Czarny pionek · e6 – Czarny pionek · f6 – Czarny pionek · g6 – Czarny pionek · h6 – Czarny pionek · a3 – Biały pionek · b3 – Biały pionek · c3 – Biały pionek · d3 – Biały pionek · e3 – Biały pionek · f3 – Biały pionek · g3 – Biały pionek · h3 – Biały pionek · a2 – Biały pionek · b2 – Biały pionek · c2 – Biały pionek · d2 – Biały pionek · e2 – Biały pionek · f2 – Biały pionek · g2 – Biały pionek · h2 – Biały pionek | a7 – Czarny pionek · b7 – Czarny pionek · c7 – Czarny pionek · d7 – Czarny pionek · e7 – Czarny pionek · f7 – Czarny pionek · g7 – Czarny pionek · h7 – Czarny pionek · a6 – Czarny pionek · b6 – Czarny pionek · c6 – Czarny pionek · d6 – Czarny pionek · e6 – Czarny pionek · f6 – Czarny pionek · g6 – Czarny pionek · h6 – Czarny pionek · a3 – Biały pionek · b3 – Biały pionek · c3 – Biały pionek · d3 – Biały pionek · e3 – Biały pionek · f3 – Biały pionek · g3 – Biały pionek · h3 – Biały pionek · a2 – Biały pionek · b2 – Biały pionek · c2 – Biały pionek · d2 – Biały pionek · e2 – Biały pionek · f2 – Biały pionek · g2 – Biały pionek · h2 – Biały pionek | a7 – Czarny pionek · b7 – Czarny pionek · c7 – Czarny pionek · d7 – Czarny pionek · e7 – Czarny pionek · f7 – Czarny pionek · g7 – Czarny pionek · h7 – Czarny pionek · a6 – Czarny pionek · b6 – Czarny pionek · c6 – Czarny pionek · d6 – Czarny pionek · e6 – Czarny pionek · f6 – Czarny pionek · g6 – Czarny pionek · h6 – Czarny pionek · a3 – Biały pionek · b3 – Biały pionek · c3 – Biały pionek · d3 – Biały pionek · e3 – Biały pionek · f3 – Biały pionek · g3 – Biały pionek · h3 – Biały pionek · a2 – Biały pionek · b2 – Biały pionek · c2 – Biały pionek · d2 – Biały pionek · e2 – Biały pionek · f2 – Biały pionek · g2 – Biały pionek · h2 – Biały pionek | a7 – Czarny pionek · b7 – Czarny pionek · c7 – Czarny pionek · d7 – Czarny pionek · e7 – Czarny pionek · f7 – Czarny pionek · g7 – Czarny pionek · h7 – Czarny pionek · a6 – Czarny pionek · b6 – Czarny pionek · c6 – Czarny pionek · d6 – Czarny pionek · e6 – Czarny pionek · f6 – Czarny pionek · g6 – Czarny pionek · h6 – Czarny pionek · a3 – Biały pionek · b3 – Biały pionek · c3 – Biały pionek · d3 – Biały pionek · e3 – Biały pionek · f3 – Biały pionek · g3 – Biały pionek · h3 – Biały pionek · a2 – Biały pionek · b2 – Biały pionek · c2 – Biały pionek · d2 – Biały pionek · e2 – Biały pionek · f2 – Biały pionek · g2 – Biały pionek · h2 – Biały pionek | a7 – Czarny pionek · b7 – Czarny pionek · c7 – Czarny pionek · d7 – Czarny pionek · e7 – Czarny pionek · f7 – Czarny pionek · g7 – Czarny pionek · h7 – Czarny pionek · a6 – Czarny pionek · b6 – Czarny pionek · c6 – Czarny pionek · d6 – Czarny pionek · e6 – Czarny pionek · f6 – Czarny pionek · g6 – Czarny pionek · h6 – Czarny pionek · a3 – Biały pionek · b3 – Biały pionek · c3 – Biały pionek · d3 – Biały pionek · e3 – Biały pionek · f3 – Biały pionek · g3 – Biały pionek · h3 – Biały pionek · a2 – Biały pionek · b2 – Biały pionek · c2 – Biały pionek · d2 – Biały pionek · e2 – Biały pionek · f2 – Biały pionek · g2 – Biały pionek · h2 – Biały pionek | 2 |
| 1 | a7 – Czarny pionek · b7 – Czarny pionek · c7 – Czarny pionek · d7 – Czarny pionek · e7 – Czarny pionek · f7 – Czarny pionek · g7 – Czarny pionek · h7 – Czarny pionek · a6 – Czarny pionek · b6 – Czarny pionek · c6 – Czarny pionek · d6 – Czarny pionek · e6 – Czarny pionek · f6 – Czarny pionek · g6 – Czarny pionek · h6 – Czarny pionek · a3 – Biały pionek · b3 – Biały pionek · c3 – Biały pionek · d3 – Biały pionek · e3 – Biały pionek · f3 – Biały pionek · g3 – Biały pionek · h3 – Biały pionek · a2 – Biały pionek · b2 – Biały pionek · c2 – Biały pionek · d2 – Biały pionek · e2 – Biały pionek · f2 – Biały pionek · g2 – Biały pionek · h2 – Biały pionek | a7 – Czarny pionek · b7 – Czarny pionek · c7 – Czarny pionek · d7 – Czarny pionek · e7 – Czarny pionek · f7 – Czarny pionek · g7 – Czarny pionek · h7 – Czarny pionek · a6 – Czarny pionek · b6 – Czarny pionek · c6 – Czarny pionek · d6 – Czarny pionek · e6 – Czarny pionek · f6 – Czarny pionek · g6 – Czarny pionek · h6 – Czarny pionek · a3 – Biały pionek · b3 – Biały pionek · c3 – Biały pionek · d3 – Biały pionek · e3 – Biały pionek · f3 – Biały pionek · g3 – Biały pionek · h3 – Biały pionek · a2 – Biały pionek · b2 – Biały pionek · c2 – Biały pionek · d2 – Biały pionek · e2 – Biały pionek · f2 – Biały pionek · g2 – Biały pionek · h2 – Biały pionek | a7 – Czarny pionek · b7 – Czarny pionek · c7 – Czarny pionek · d7 – Czarny pionek · e7 – Czarny pionek · f7 – Czarny pionek · g7 – Czarny pionek · h7 – Czarny pionek · a6 – Czarny pionek · b6 – Czarny pionek · c6 – Czarny pionek · d6 – Czarny pionek · e6 – Czarny pionek · f6 – Czarny pionek · g6 – Czarny pionek · h6 – Czarny pionek · a3 – Biały pionek · b3 – Biały pionek · c3 – Biały pionek · d3 – Biały pionek · e3 – Biały pionek · f3 – Biały pionek · g3 – Biały pionek · h3 – Biały pionek · a2 – Biały pionek · b2 – Biały pionek · c2 – Biały pionek · d2 – Biały pionek · e2 – Biały pionek · f2 – Biały pionek · g2 – Biały pionek · h2 – Biały pionek | a7 – Czarny pionek · b7 – Czarny pionek · c7 – Czarny pionek · d7 – Czarny pionek · e7 – Czarny pionek · f7 – Czarny pionek · g7 – Czarny pionek · h7 – Czarny pionek · a6 – Czarny pionek · b6 – Czarny pionek · c6 – Czarny pionek · d6 – Czarny pionek · e6 – Czarny pionek · f6 – Czarny pionek · g6 – Czarny pionek · h6 – Czarny pionek · a3 – Biały pionek · b3 – Biały pionek · c3 – Biały pionek · d3 – Biały pionek · e3 – Biały pionek · f3 – Biały pionek · g3 – Biały pionek · h3 – Biały pionek · a2 – Biały pionek · b2 – Biały pionek · c2 – Biały pionek · d2 – Biały pionek · e2 – Biały pionek · f2 – Biały pionek · g2 – Biały pionek · h2 – Biały pionek | a7 – Czarny pionek · b7 – Czarny pionek · c7 – Czarny pionek · d7 – Czarny pionek · e7 – Czarny pionek · f7 – Czarny pionek · g7 – Czarny pionek · h7 – Czarny pionek · a6 – Czarny pionek · b6 – Czarny pionek · c6 – Czarny pionek · d6 – Czarny pionek · e6 – Czarny pionek · f6 – Czarny pionek · g6 – Czarny pionek · h6 – Czarny pionek · a3 – Biały pionek · b3 – Biały pionek · c3 – Biały pionek · d3 – Biały pionek · e3 – Biały pionek · f3 – Biały pionek · g3 – Biały pionek · h3 – Biały pionek · a2 – Biały pionek · b2 – Biały pionek · c2 – Biały pionek · d2 – Biały pionek · e2 – Biały pionek · f2 – Biały pionek · g2 – Biały pionek · h2 – Biały pionek | a7 – Czarny pionek · b7 – Czarny pionek · c7 – Czarny pionek · d7 – Czarny pionek · e7 – Czarny pionek · f7 – Czarny pionek · g7 – Czarny pionek · h7 – Czarny pionek · a6 – Czarny pionek · b6 – Czarny pionek · c6 – Czarny pionek · d6 – Czarny pionek · e6 – Czarny pionek · f6 – Czarny pionek · g6 – Czarny pionek · h6 – Czarny pionek · a3 – Biały pionek · b3 – Biały pionek · c3 – Biały pionek · d3 – Biały pionek · e3 – Biały pionek · f3 – Biały pionek · g3 – Biały pionek · h3 – Biały pionek · a2 – Biały pionek · b2 – Biały pionek · c2 – Biały pionek · d2 – Biały pionek · e2 – Biały pionek · f2 – Biały pionek · g2 – Biały pionek · h2 – Biały pionek | a7 – Czarny pionek · b7 – Czarny pionek · c7 – Czarny pionek · d7 – Czarny pionek · e7 – Czarny pionek · f7 – Czarny pionek · g7 – Czarny pionek · h7 – Czarny pionek · a6 – Czarny pionek · b6 – Czarny pionek · c6 – Czarny pionek · d6 – Czarny pionek · e6 – Czarny pionek · f6 – Czarny pionek · g6 – Czarny pionek · h6 – Czarny pionek · a3 – Biały pionek · b3 – Biały pionek · c3 – Biały pionek · d3 – Biały pionek · e3 – Biały pionek · f3 – Biały pionek · g3 – Biały pionek · h3 – Biały pionek · a2 – Biały pionek · b2 – Biały pionek · c2 – Biały pionek · d2 – Biały pionek · e2 – Biały pionek · f2 – Biały pionek · g2 – Biały pionek · h2 – Biały pionek | a7 – Czarny pionek · b7 – Czarny pionek · c7 – Czarny pionek · d7 – Czarny pionek · e7 – Czarny pionek · f7 – Czarny pionek · g7 – Czarny pionek · h7 – Czarny pionek · a6 – Czarny pionek · b6 – Czarny pionek · c6 – Czarny pionek · d6 – Czarny pionek · e6 – Czarny pionek · f6 – Czarny pionek · g6 – Czarny pionek · h6 – Czarny pionek · a3 – Biały pionek · b3 – Biały pionek · c3 – Biały pionek · d3 – Biały pionek · e3 – Biały pionek · f3 – Biały pionek · g3 – Biały pionek · h3 – Biały pionek · a2 – Biały pionek · b2 – Biały pionek · c2 – Biały pionek · d2 – Biały pionek · e2 – Biały pionek · f2 – Biały pionek · g2 – Biały pionek · h2 – Biały pionek | 1 |
|   | a | b | c | d | e | f | g | h |   |

| wariant             | rozmiar planszy | dama może zostać zbita przez zwykłe pionki | dama porusza się o wiele pól | obowiązek bicia | bicie zwykłym pionkiem do tyłu | pole w lewym dolnym rogu |
| ------------------- | --------------- | ------------------------------------------ | ---------------------------- | --------------- | ------------------------------ | ------------------------ |
| warcaby angielskie  | 8×8             | tak                                        | nie                          | dowolnego       | nie                            | czarne                   |
| warcaby włoskie     | 8×8             | nie                                        | nie                          | najlepszego     | nie                            | białe                    |
| warcaby hiszpańskie | 8×8             | tak                                        | tak                          | najlepszego     | nie                            | białe                    |
| warcaby niemieckie  | 8×8             | tak                                        | tak                          | najlepszego     | tak                            | białe                    |
| warcaby rosyjskie   | 8×8             | tak                                        | tak                          | dowolnego       | tak                            | czarne                   |
| warcaby polskie     | 10×10           | tak                                        | tak                          | najlepszego     | tak                            | czarne                   |
| warcaby kanadyjskie | 12×12           | tak                                        | tak                          | najlepszego     | tak                            |                          |
| warcaby dwuliniowe  | 8×8             | tak                                        | tak                          | dowolnego       | nie                            | białe                    |
| warcaby tureckie    | 8×8             | tak                                        | tak                          | najlepszego     | nie                            | czarne                   |

## Historia
Kolebką gier planszowych, z których wywodzą się współczesne warcaby, jest Egipt. Tam to 3000 lat p.n.e. znano grę planszową senet, której twórcą miał być bóg Thot – bóg mądrości i twórca pisma (hieroglifów). Według mitologii greckiej, podczas oblężenia Troi, Palamedes wynalazł grę petteia (kamyki), którą Rzymianie przekształcili w grę w rozbójników – latrunculi.
Warcaby znane nam w dzisiejszej postaci powstały na Półwyspie Iberyjskim na przełomie XV i XVI wieku. Najprawdopodobniej pochodziły od gry zwanej alquerque opartej na arabskiej grze El-Quirkat. El-Quirkat nazywana była przez saharyjskich Arabów zamma lub damma. Grę tę znano już przed 100 r. n.e.. Pierwsze znane, i do dziś zachowane, książki o warcabach zostały wydane na terenie dzisiejszej Hiszpanii. Pierwszą znaną pośrednio (nie zachował się żaden egzemplarz) pisemną publikacją, wyłącznie na temat warcabów, była wydana w języku hiszpańskim w 1547 r. w Walencji El Ingenio o juego de marro, de punta o damas autorstwa Antonia de Torquemady. W Bibliotece Narodowej (Biblioteca Nacional) w Madrycie do dzisiaj przechowywany jest jeden z pierwszych na świecie pisemnych traktatów poświęcony tylko warcabom Libro del Juego de las Damas, vulgarmente llamado el Marro opublikowany w 1591 r. przez Pedra Ruiza Montero (o przydomku „El Andaluz” – Andaluzyjczyk).
Warcaby są dyscypliną sportową, w której rozgrywane są mistrzostwa różnych krajów, mistrzostwa kontynentów i świata. Organizacją skupiającą narodowe federacje warcabowe jest Światowa Federacja Warcabowa. W Polsce regularne rozgrywki warcabowe rozpoczęto w roku 1973. W 1975 odbyły się pierwsze drużynowe, a w 1977 indywidualne Mistrzostwa Polski. Nadzorowaniem i organizacją warcabowych rozgrywek do 1989 zajmowała się Centralna Komisja Gry Warcabowej przy RG LZS, od 1989 r. do 2004 r. Polskie Towarzystwo Warcabowe, a w 2004 powstał Polski Związek Warcabowy, który należy do FMJD. PZWarc popiera rozwój warcabów jako sportu w dwóch odmianach gry w warcaby: warcabach polskich (międzynarodowych) i klasycznych (64-polowych). Największe sukcesy naszych warcabistów to wicemistrzostwo Świata Ewy Schalley (Minkiny) z Poczesnej (1997), brązowy medal w Drużynowych Mistrzostwach Świata (Werona 1989) oraz brązowy medal w Mistrzostwach Europy Kobiet Natalii Sadowskiej z Mławy (2010). Aktualnym mistrzem Polski w warcabach klasycznych jest Michał Janicki (UKS Struga Marki), zaś mistrzem Polski w warcabach 100-polowych jest Natalia Sadowska (Admirał Szczecin).
W najbardziej prestiżowej odmianie gry – warcabach 100-polowych dziesięciokrotnie mistrzem świata był Aleksej Czyżow (Iżewsk, Rosja). Jeden z przedwojennych Mistrzów Świata – Maurycy Reichenbach (Francja) w chwili gdy zdobywał swój pierwszy tytuł formalnie był jeszcze obywatelem Polski. Jego rodzice wyemigrowali do Francji, gdy Maurycy miał 9 lat. Pół roku po zdobyciu tytułu Maurycy posiadał już paszport swojej drugiej ojczyzny.
Sportowo najsilniejsi w warcabach są Rosjanie, chociaż centrum warcabowego życia jest Holandia. W tamtejszej lidze grają praktycznie wszyscy najlepsi zawodnicy świata. Bardzo silne są kraje afrykańskie (praktycznie niemal wszystkie byłe kolonie francuskie).
Rozgrywane są również MŚ w wersji 64-polowej. By uchronić się przed przeogromną ilością remisów rozgrywa się mini-mecze złożone z dwóch partii. Najpierw dokonuje się losowania pierwszych posunięć (według specjalnej, ułożonej przez specjalistów tabeli) i gra się dwie partie z wylosowanymi pierwszymi posunięciami i zmianą kolorów przez przeciwników.
Od 1954 roku, przez 40 lat mistrzem świata w warcabach angielskich był Marion Tinsley. W tym okresie przegrał on zaledwie 9 partii z ludzkimi przeciwnikami, jednak w 1994 roku stracił swój tytuł, gdy przy remisowym wyniku musiał z powodów zdrowotnych wycofać się z meczu z programem komputerowym Chinook; niecały rok później zmarł na raka trzustki. W 2007 roku twórcy programu udowodnili, że jego pokonanie jest niemożliwe (można z nim co najwyżej zremisować), czyli że reprezentuje on optymalny algorytm gry w czekersy.